# حركة حماس
حركة حَمَاس أو (حركة المقاومة الإسلامية، وتسمى اختصاراً حماس) هي حركة فلسطينية، مقاومة، شعبية، إسلامية، وطنية. وهي جزء من حركة النهضة الإسلامية تؤمن أن هذه النهضة هي المدخل الأساسي لهدفها وهو تحرير فلسطين كاملة من النهر إلى البحر، وهي أكبر الفصائل الفلسطينية تمثيلًا في المجلس التشريعي الفلسطيني حسب آخر انتخابات تشريعية في فلسطين عام 2006، جذورها إسلامية، حيث يرتبط مؤسسوها فكرياً بجماعة الاخوان المسلمين. وتعرف نفسها على أنها حركة تحرر وطني ذات فكر إسلامي وسطي معتدل، تحصر نضالها وعملها في قضية فلسطين، ولا تتدخل في شؤون الآخرين، تعمل على توفير الظروف الملائمة لتحقيق تحرر الشعب الفلسطيني وتحرير أرضه من الاحتلال الإسرائيلي، والتصدي للمشروع الصهيوني المدعوم من قبل قوى الاستعمار الحديث، وتحرير الأرض والقدس والمقدسات الإسلامية والمسيحية، وعودة اللاجئين والنازحين، وإنجاز المشروع الوطني الفلسطيني، وإقامة الدولة الفلسطينية المستقلة ذات السيادة الحقيقية، والعمل على خدمة الشعب الفلسطيني في كافة أماكن وجوده بكل الوسائل وفي جميع المجالات، بما يمكنه من الصمود والثبات، وتحمل تبعات المواجهة مع الاحتلال الإسرائيلي.
وتَعتبِر الحركة أرضَ فلسطين وقفاً إسلامياً ووطناً تاريخياً للفلسطينيين بعاصمتها القدس. تعتمد الحركة النظام المؤسساتي تنظيمياً، وتعتمد الشورى في اتخاذ القرار ممثلاً في مجلس شورى الحركة، تحصر الحركة مقاومتها ضد الاحتلال الإسرائيلي فقط، وليس لها أي معركة مع أي طرف في العالم، فهي حركة وطنية لا تقاوم إلا من يقاتل الشعب الفلسطيني ويحتل أرضها، والمقاومة عند حماس وسيلة وليست غاية.
تُصنفها منظمة إرهابية كل من الولايات المتحدة، والإتحاد الأوروبي، وبريطانيا، واليابان، وكندا، وأستراليا، ونيوزيلاندا، وإسرائيل، ومنظمة الدول الأمريكية.

## تاريخ

### النشأة

الشيخ أحمد ياسين مؤسس الحركة

تعود أصول حركة حماس إلي جماعة الإخوان المسلمين، ففي عام 1935 أقامت جماعة الإخوان المسلمين في مصر بقيادة حسن البنا اتصالات في فلسطين الانتدابية وافتتحت في عام 1945 أول فرع لها في القدس، وتم افتتاح المقر الرئيسي للجماعة في 25 نوفمبر 1946م، وأقاموا حفل افتتاحه في قاعة سينما السامر بغزة، وأسس عايش عميرة أول شعبة للإخوان في غزة،عندما احتلت إسرائيل الأراضي الفلسطينية عام 1967، لم يشارك الإخوان المسلمون بنشاط في المقاومة، وفضلوا التركيز على الإصلاح الاجتماعي والديني واستعادة القيم الإسلامية. تغيرت هذه النظرة في أوائل الثمانينيات وأصبحت المنظمات الإسلامية أكثر انخراطًا في السياسة الفلسطينية. كان الدافع وراء هذا التحول هو أحمد ياسين، وهو لاجئ فلسطيني من الجورة. من أصول متواضعة وكان يعاني من شلل رباعي، ثابر ليصبح أحد قادة الإخوان المسلمين في غزة. جلبت له جاذبيته وقناعته مجموعة مخلصين من الأتباع، وهو كمشلول، يعتمد عليهم في كل شيء - من إطعامه، إلى نقله من وإلى الأحداث، وإيصال إستراتيجيته للجمهور.
في عام 1973، أسس أحمد ياسين الجمعية الخيرية الدينية الاجتماعية («المركز الإسلامي») في غزة كفرع لجماعة الإخوان المسلمين. شجعت السلطات الإسرائيلية مؤسسة ياسين الخيرية على التوسع لأنها رأت أنها تمثل توازنًا مفيدًا لمنظمة التحرير الفلسطينية العلمانية. أبدت السلطات الإسرائيلية في السبعينيات والثمانينيات عدم مبالاة بالمركز الإسلامي. لقد نظروا إليه باعتباره أقل تشددًا ضد إسرائيل من حركة فتح ومنظمة التحرير الفلسطينية. كما اعتقد الكثيرون أن الإقتتال الداخلي بين التنظيمات الإسلامية ومنظمة التحرير الفلسطينية العلمانية سيؤدي إلى إضعاف الأخيرة تحت مبدأ العدو يدمر نفسه. وهكذا، لم تتدخل الحكومة الإسرائيلية في المعارك بين منظمة التحرير الفلسطينية والحركات الإسلاموية. يختلف المسؤولون الإسرائيليون حول مدى اللامبالاة الحكومية (أو حتى الدعم) لهذه الخلافات التي أدت إلى ظهور الإسلام السياسي في فلسطين. وقد جادل البعض، مثل أرييه سبيتزن، بأنه «حتى لو حاولت إسرائيل إيقاف الإسلاميين عاجلاً، فإنه يشك في أنها كان بإمكانها فعل الكثير لكبح جماح الإسلام السياسي، وهي الحركة التي كانت تنتشر في جميع أنحاء العالم الإسلامي». يتسحاق سيغيف، الحاكم العسكري الإسرائيلي لغزة في ذلك الوقت، ذكر أنهم قاموا بتمويل مؤسسته الخيرية "المركز الإسلامي": «أعطتني الحكومة الإسرائيلية ميزانية، والحكومة العسكرية أعطتني المساجد.» مسؤول الشؤون الدينية الإسرائيلي في غزة أفنير كوهين، استنتج في وقت لاحق مع الأسف أن حماس تم إنشائها عبر إسرائيل. وزعم أنه «حذر رؤسائه من دعم الإسلاميين». وقد رأت إسرائيل أن وجود الإسلاميون سيكون مفيدًا لمنع المطالبة بإقامة دولة فلسطينية. ويعزو آخرون صعود الحركة إلى الدول الراعية بما في ذلك إيران. على الرغم من أن موقع "ذا إنترسبت" نشر في عام 2018 مقالًا يزعم أن «المسؤولين الإسرائيليين يعترفون بأنهم ساعدوا في تأسيس الحركة من أجل إنقسام المقاومة الفلسطينية وإقتتالها داخليا»
في عام 1984 أعتقل ياسين بعد أن اكتشف الإسرائيليون أن مجموعته جمعت أسلحة، ولكن أطلق سراحه في مايو 1985 كجزء من عملية تبادل أسرى. واصل توسيع نطاق جمعيته الخيرية في غزة. بعد الإفراج عنه، أنشأ المجد (اختصار لـ «نظام الجهاد والدعوة»)، برئاسة الزعيم الطلابي السابق يحيى السنوار وروحي مشتهى، المكلف بالتعامل مع الأمن الداخلي ومطاردة المخبرين المحليين. أجهزة المخابرات الإسرائيلية. في نفس الوقت تقريبًا أمر القائد الطلابي السابق صلاح شحادة بالتنصيب المجاهدون الفلسطينيون (مقاتلون فلسطينيون)، لكن السلطات الإسرائيلية ألقت القبض على مسلحيها بسرعة وصادرت أسلحتهم.

### التأسيس

صلاح شحادة من قادة ومؤسسي الجناح العسكري للحركة (كتائب القسام)

بدأت فكرة حماس في التبلور في 10 ديسمبر/كانون الأول 1987، بعد حادث اصطدام شاحنة للجيش الإسرائيلي بسيارة عند نقطة تفتيش في غزة في 6 كانون الأول 1987م، مما أسفر عن مقتل أربعة عمال فلسطينيين. حيث اجتمع سبعة من عندما اجتمع عدد من أعضاء جماعة الإخوان المسلمين الفلسطينية، معظمهم من الدعاة العاملين في الساحة الفلسطينية وهم: أحمد ياسين، وإبراهيم اليازوري، ومحمد شمعة (ممثلو مدينة غزة)، وعبد الفتاح دخان (ممثل المنطقة الوسطى)، وعبد العزيز الرنتيسي (ممثل خان يونس)، وعيسى النشار (ممثل مدينة رفح)، وصلاح شحادة (ممثل منطقة الشمال)، وكان هذا الإجتماع إيذانًا بانطلاق حركة حماس وبداية الشرارة الأولى للعمل الجماهيري الإسلامي ضد الاحتلال الذي أخذ مراحل متطورة لاحقاً. اجتمعت المجموعة في منزل ياسين لوضع استراتيجية حول كيفية تعظيم تأثير الحادث في نشر المشاعر القومية وإثارة المظاهرات العامة. ويعتبر المنشور الذي صدر يوم 14 ديسمبر والذي يدعو إلى المقاومة بمثابة أول تدخل علني لهم، على الرغم من أن اسم حماس نفسه لم يستخدم حتى يناير 1988.
وزعت الحركة بيانها التأسيسي في 15 كانون الأول / ديسمبر 1987م، إبان الانتفاضة الأولى التي اندلعت في الفترة من 1987 وحتى 1994، ثم صدر ميثاق الحركة في 1 محرم 1409 هـ الموافق 18 أغسطس 1988م، لكن وجود التيار الإسلامي في فلسطين له مسميات أخرى ترجع إلى ما قبل عام 1948م حيث تعتبر حماس نفسها امتداداً لجماعة الإخوان المسلمين التي تأسست في مصر عام 1928. وقبل الإعلان الفعلي عن الحركة في 1987 كانت الحركة تعمل في فلسطين تحت اسم: «المرابطون على أرض الإسراء»، واسم: «حركة الكفاح الإسلامي».
تم الاعتراف بحماس رسميًا من قبل جماعة الإخوان المسلمين الأردنية بعد اجتماع رئيسي في عمان في فبراير 1988. لم يكن ياسين مرتبطًا بشكل مباشر بالمنظمة لكنه باركها.
لقد كان إنشاء حماس ككيان متميز عن جماعة الإخوان المسلمين مسألة عملية؛ رفضت جماعة الإخوان المسلمين الانخراط في أعمال مسلحة ضد إسرائيل، ولكن دون المشاركة في الانتفاضة، خشي الإسلاميون المرتبطون بها من أنهم سيفقدون الدعم لمنافسيهم، حركة الجهاد الإسلامي الفلسطينية ومنظمة التحرير الفلسطينية. كما كانوا يأملون أنه من خلال إبقاء الأنشطة المسلحة لحماس منفصلة، فإن إسرائيل لن تتدخل في العمل الاجتماعي لجماعة الإخوان المسلمين.
بالنسبة للعديد من الفلسطينيين، بدت حماس منخرطة بشكل أكثر أصالة في توقعاتهم الوطنية، لأنها عرضت نسخة إسلامية مما كانت عليه الأهداف الأصلية لمنظمة التحرير الفلسطينية العلمانية، أي الكفاح المسلح لتحرير فلسطين بأكملها، بدلاً من التسوية الإقليمية التي قبلتها منظمة التحرير الفلسطينية – جزء صغير من فلسطين الانتدابية. جاء التأسيس الرسمي لحماس بعد شهر من إصدار منظمة التحرير الفلسطينية وقادة الانتفاضة الآخرين إعلانًا من أربع عشرة نقطة في يناير/كانون الثاني 1988 يدعو إلى التعايش في دولة فلسطينية إلى جانب إسرائيل.
في أغسطس 1988، نشرت حماس ميثاق حماس، حيث عرفت نفسها على أنها فرع من فروع جماعة الإخوان المسلمين ورغبتها في إقامة «دولة إسلامية في جميع أنحاء فلسطين».

## فكر حماس
لا تؤمن حماس بأي حق لليهود الذين أعلنوا دولتهم (إسرائيل) عام 1948 باحتلالهم فلسطين، ولكن لا تمانع في القبول مؤقتاً وعلى سبيل الهدنة بحدود 1967، ولكن دون الاعتراف لليهود الوافدين بأي حق لهم في فلسطين التاريخية.
وتعتبر صراعها مع الاحتلال الإسرائيلي «صراع وجود وليس صراع حدود». وتنظر إلى إسرائيل على أنها جزء من مشروع «استعماري غربي صهيوني» يهدف إلى تمزيق العالم الإسلامي وتهجير الفلسطينيين من ديارهم وتمزيق وحدة العالم العربي. وتعتقد بأن الجهاد بأنواعه وأشكاله المختلفة هو السبيل لتحرير التراب الفلسطيني، وتردد بأن مفاوضات السلام مع الإسرائيليين هي مضيعة للوقت ووسيلة للتفريط في الحقوق.
وتعتقد حماس أن مسيرة التسوية بين العرب وإسرائيل التي انطلقت رسمياً في مؤتمر مدريد عام 1991 أقيمت على أسس خاطئة، وتعتبر اتفاق إعلان المبادئ بين منظمة التحرير الفلسطينية وإسرائيل والذي وقع عام 1993 ومن قبله خطابات الاعتراف المتبادل ثم تغيير ميثاق المنظمة وحذف الجمل والعبارات الداعية إلى القضاء على دولة إسرائيل تفريطا بحق العرب والمسلمين في أرض فلسطين التاريخية.
وتعتبر حماس أن إسرائيل هي الملزمة أولاً بالاعتراف بحق الفلسطينيين بأرضهم وبحق العودة. وتنشط حماس في التوعية الدينية الإسلامية والسياسية وتقديم الخدمات الصحية والاجتماعية والطلابية والأكاديمية، وتتوزع قياداتها السياسية ما بين فلسطين والخارج.

### رؤية لتحرير فلسطين

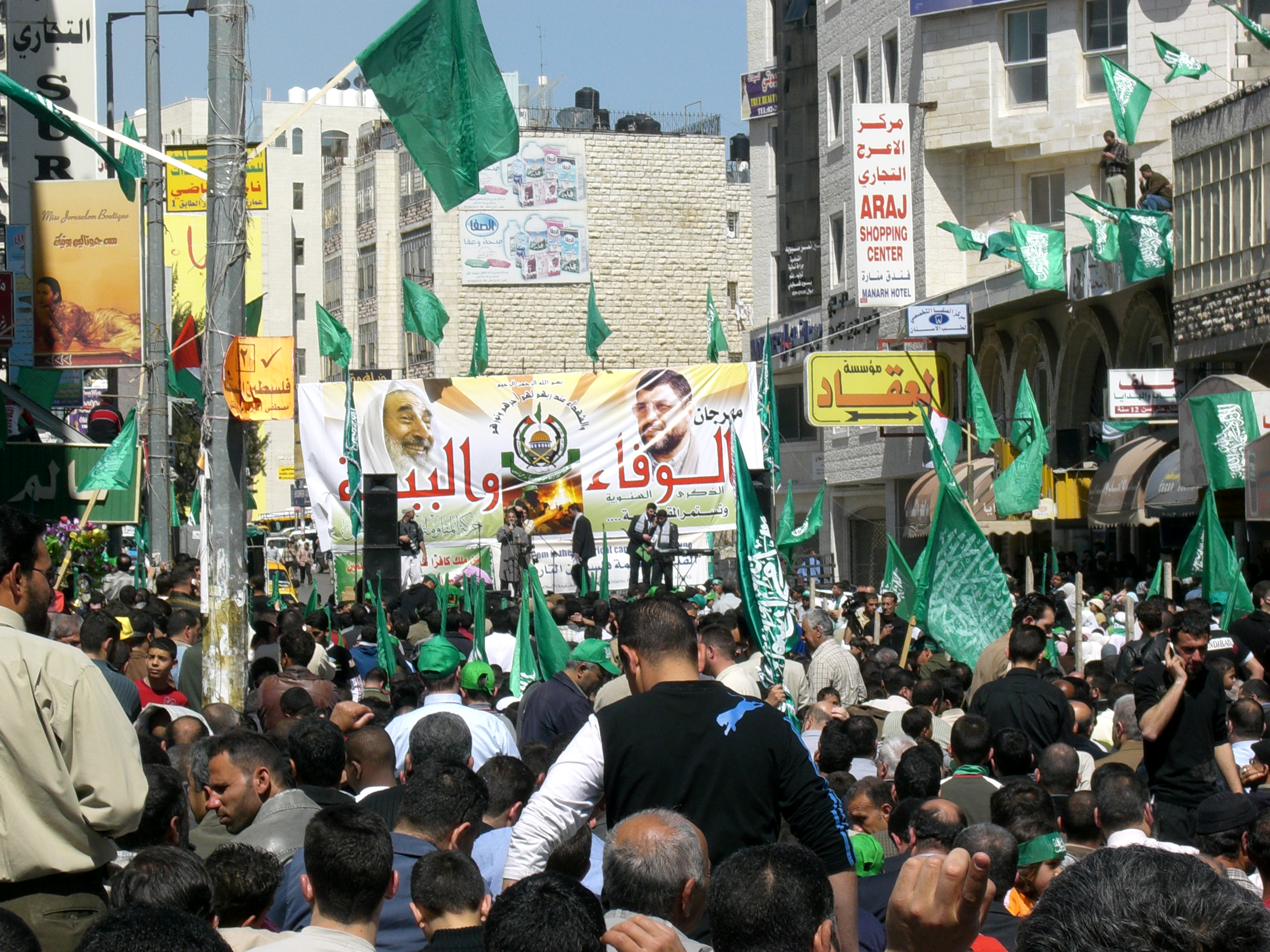
تجمع انتخابي لحركة حماس في رام الله.

ترى حركة حماس أن تحرير فلسطين لا يمكن أن يتم إلا بالجهاد في سبيل الله، وقد جاء في ميثاق الحركة أنه: "يوم يَغتصب الأعداء بعض أرض المسلمين، فالجهاد فرض عين على كل مسلم. وفي مواجهة اغتصاب اليهود لفلسطين لا بد من رفع راية الجهاد، وذلك يتطلب نشر الوعي الإسلامي في أوساط الجماهير محليًا وعربيًا وإسلاميًا، ولا بد من بث روح الجهاد في الأمة ومنازلة الأعداء والالتحاق بصفوف المجاهدين.
ولابد من أن يشترك في عملية التوعية العلماء ورجال التربية والتعليم، ورجال الإعلام ووسائل النشر، وجماهير المثقفين، وعلى الأخص شباب الحركات الإسلامية وشيوخها، ولا بد من إدخال تغيرات جوهرية على مناهج التعليم، تخلصها من آثار الغزو الفكري، الذي لحق بها على أيدي المستشرقين والمبشرين، حيث أخذ ذلك الغزو يدْهم المنطقة بعد أن دحر صلاح الدين الأيوبي جيوش الصليبيين، فقد أدرك الصليبيون، أنه لا يمكن قهر المسلمين، إلا بأن يمهد لذلك بغزو فكري، يبلبل فكرهم، ويشوه تراثهم، ويطعن في مُثُلهم؛ وبعد ذلك يكون الغزو بالجنود، وكان ذلك تمهيدًا للغزو الاستعماري حيث أعلن أللنبي عند دخول القدس قائلاً «الآن انتهت الحروب الصليبية». ووقف الجنرال غورو على قبر صلاح الدين قائلاً «ها قد عدنا يا صلاح الدين».

نور الدين بركة قيادي ميداني في كتائب الشهيد عز الدين القسام، اغتِيل بركة في 11 نوفمبر 2018 حينما حاولت قوّة إسرائيليّة التسلسل لداخل القِطاع فاشتبكَ معها ما تسبَّب في إصابته قبل أن يُفارق الحياة.

وقد ساعد الاستعمار على تعزيز الغزو الفكري، وتعميق جذوره، ولا يزال، وكان ذلك كله ممهدًا لضياع فلسطين.
ولا بد من ربط قضية فلسطين في أذهان الأجيال المسلمة على أنها قضية دينية، ويجب معالجتها على هذا الأساس، فهي تضم مقدسات إسلامية حيث المسجد الأقصى الذي ارتبط بالمسجد الحرام رباطًا لا انفصام له ما دامت السماوات والأرض، بإسراء رسول الله ومعراجه منه. "رباط يوم في سبيل الله خير من الدنيا وما عليها، وموضع سوط أحدكم من الجنة، خير من الدنيا وما عليها، والروحة يروحها العبد في سبيل الله، والغدوة خير من الدنيا وما عليها ". (رواه: البخاري ومسلم والترمذي وابن ماجة). "والذي نفس محمد بيده لوددت أن أغزو في سبيل الله فأُقتل ثم أغزو فأُقتَل ثم أغزو فأُقتَل".(رواه: البخاري ومسلم)".
على لسان القيادي بالحركة وأحد مؤسسيها محمود الزهار أن تحرير فلسطين حقيقة قرآنية ستتحقق قريباً، وأن الجيل الحالي سيصلي في المسجد الأقصى محرراً.

وقال الزهار، خلال كلمة له في مهرجان «القدس نداء وفداء» الذي نظمته الكتلة الإسلامية بغزة مساء يوم 27 نوفمبر 2014م، 
وأضاف بالقول: «علينا واجب مقدس لدعم المرابطين في المسجد الأقصى المبارك الذين اخترعوا الوسائل المبدعة في تصديهم للاحتلال ووقفوا درعاً حصيناً في وجه المستوطنين الذين يريدون تدنيس الأقصى».

## موقف الحركة من التسوية السياسية

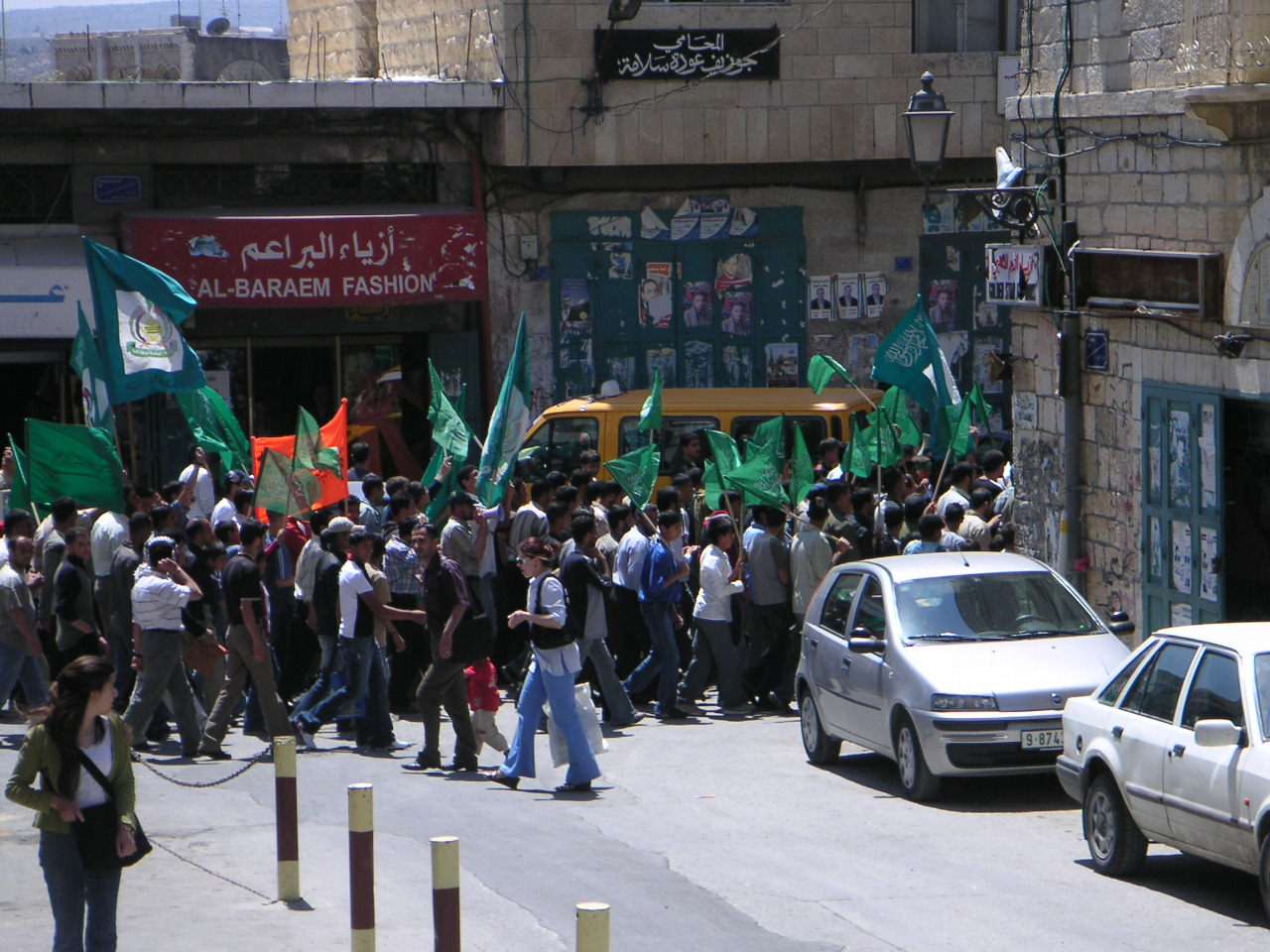
مسيرة حماس في بيت لحم

ترى حركة حماس أن الاتفاقات التي تسعى إلى التسوية السياسية، لا تلبي طموحات الشعب الفلسطيني، ولا تستجيب للحد الأدنى من تطلعاته، كما أنها ترى أنها اتفاقات غير عادلة تكافئ الاحتلال على احتلاله لأرض الشعب الفلسطيني وتضفي الشرعية على هذا الاحتلال.
كما تعتبر أن التسوية السياسية يترتب عليها التسليم للاحتلال بحق الوجود في معظم أرض فلسطين، وما يترتب عليه من حرمان الملايين من أبناء الشعب الفلسطيني، من حق العودة، وتقرير المصير، وبناء الدولة المستقلة، على كامل الأرضي الفلسطينية، كما تعتبره أمر يتنافى مع القيم والمواثيق والأعراف الدولية والإنسانية، ويدخل في دائرة المحظور في الفقه الإسلامي، ولا يجوز القبول به.

## العمل العسكري

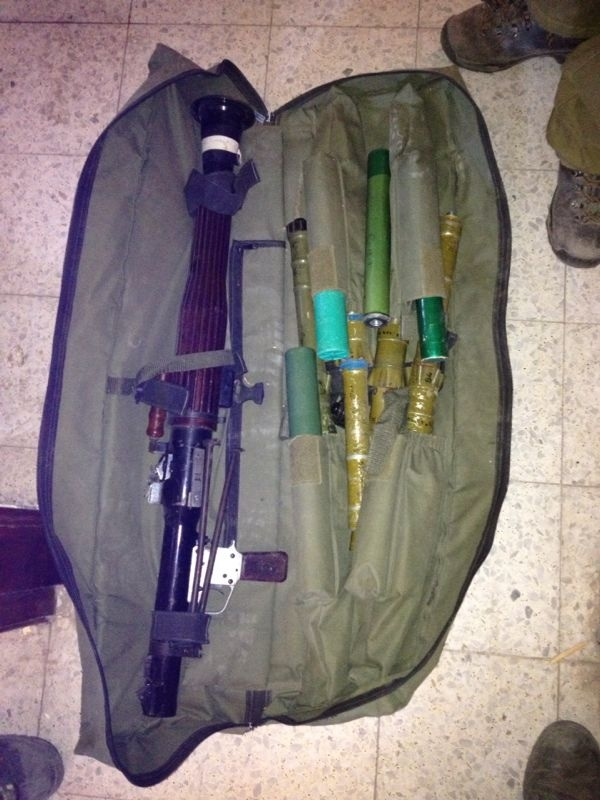
صواريخ حماس المضادة للدبابات.

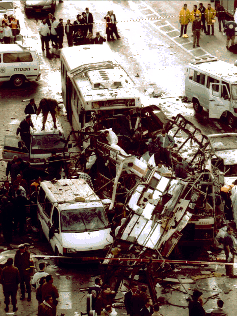
صورة التفجير الأول في شارع يافا في القدس بعد تفجيرات طريق الحافلات يافا في 25 شباط (فبراير) 1996، 26 شخصا قتلوا في العملية التي شنتها حماس.

بدأت حركة حماس بالعمل العسكري قبل الإعلان الرسمي عن انطلاقتها، فقد أسس الشيخ صلاح شحادة أول جهاز عسكري للحركة والذي كان يُعرف حينها باسم «المجاهدون الفلسطينيون» عام 1984م، وكان مجموعة صغيرة من الخلايا العسكرية السرية التي نفذت سلسلة من العمليات ضد الاحتلال، غيرت حماس اسم جهازها العسكري في عام 1991م، إلى كتائب الشهيد عز الدين القسام.
مع بداية انتفاضة الأقصى في سبتمبر عام 2000م، طورت حماس من ذراعها العسكري فحولته من مجموعات صغيرة إلى جيشاً حقيقياً تحت تشكيلات عسكرية، تبدأ من الفرد والمجموعة، مروراً بالفصيل والسرية، وانتهاءً بالكتيبة واللواء والركن، وبدا تطور القسام ظاهراً خلال الانتفاضة حتى أطلق أول صاروخ محلي الصنع «قسام1» في أكتوبر 2001م، وتلا ذلك تطور بشكل ملحوظ في الصناعات القسامية حتى تمكن من صناعة أول طائرة استطلاع حربية عربية «أبابيل».
استطاع الجهاز العسكري لحركة حماس من صناعة صواريخ ذات قدرة تفجيرية عالية، استخدمتها إبان حرب غزة (معركة الفرقان) عام 2008م، وفي معركة حجارة السجيل، قصفت كتائب القسام ولأول مرة مدينة القدس وتل أبيب بصاروخ محلي الصنع أطلقت عليها اسم إم 75، وفي معركة العصف المأكول، أظهرت المزيد من تطويراتها مثل صاروخ آر 160 الذي وصل مداه لعمق إسرائيل إلى حيفا ونهاريا.
يمثل العمل العسكري لدى حركة حماس توجهاً إستراتيجياً كما تقول لمواجهة «المشروع الصهيوني في ظل غياب المشروع التحرري الإسلامي والعربي الشامل»، وتؤمن بأن هذا العمل وسيلة للحيلولة دون التمدد «الصهيوني التوسعي في العالمين العربي والإسلامي». ويعتبر خلاف حماس مع اليهود أنهم يحتلون فلسطين ويرفضون عودة من هجروهم إبان بداية الاحتلال.
للتغلب على التحصينات الإسرائيلية وسلاح الجو الإسرائيلي ابتكرت حماس تحصينًا دفاعيًا وهجوميًا رادعًا وهو الانفاق القتالية والدفاعية، بدأت حماس حفر الانفاق مطلع عام 2003 ووسعت عملها لاحقا لتبني أكبر حصن دفاعي وهجومي تحت الأرض وهو ما شكل تهديدًا خطيرًا للجيش الإسرائيلي، سارعت إسرائيل للتفكير في حلول لتدمير هذه الانفاق الا أن عمقها الكبير تحت الأرض وخرائطها المتشعبة شكلت عائقا أمام إسرائيل وتبذل حماس طاقة هائلة من أفرادها ويستمر العمل 24 ساعة على مدار السنة.

## العمل النسائي

ريم الرياشي إستشهادية تنتمي لكتائب القسام الجناح العسكري لحماس، فجرت نفسها في تجمع لضباط وجنود إسرائيليين داخل معبر إيريز عام 2004م، أسفر عن مقتل 4 ضباط إسرائيليين وإصابة عدد آخر منهم بجراح.

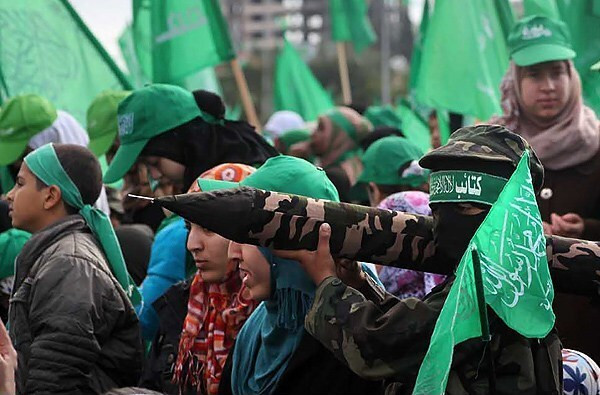
نساء في ذكري تأسيس الحركة.

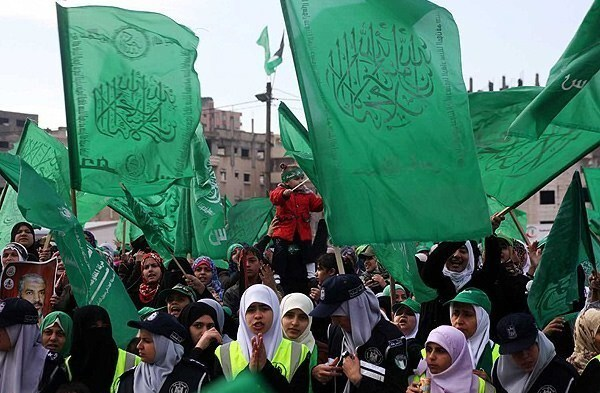
فتيات يحملون راية حماس.

عملت المرأة الفلسطينية داخل حركة حماس منذ نشأتها، وكان لها دور بارز في التربية والإيواء والإعداد والتجهيز، كما شكلت رافداً مهماً في تاريخ القضية الفلسطينية والعمل الفلسطيني المقاوم، وانطلقت تعمل بجد على الصٌعد كافة، في العمل الدعوي والخيري وحتي السياسي، وأثبتت المرأة داخل الحركة فعاليتها في مجالات الحياة كافة، فنجدها الأم التي تربي الأجيال في بيتها على حب الله والجهاد في سبيله، وهي المدرسة والنقابية والمهندسة والإعلامية، بالإضافة إلى العمل المؤسساتي الخدماتي والعمل الجماهيري الذي غطى جميع فعاليات الحركة النسائية. ويبرز حجم الأهمية التي تعطيها الحركة للمرأة في إشراكها في العملية السياسية في الانتخابات التشريعية الفلسطينية عام 2006م، وقدرتها على الفوز بالعديد من مقاعد البرلمان وقالت سميرة حلايقة النائب في المجلس التشريعي الفلسطيني عن حركة حماس، إن حماس تحترم المرأة وقد جعلتها شريكاً في القرار السياسي وطرحت اسم 13 امرأة في أول تجربة برلمانية.
شاركت أيضاً المرأة الفلسطينية داخل الحركة في العمل المقاوم ضد الاحتلال الإسرائيلي، كالعملية الفدائية التي نفذتها الاستشهادية ريم الرياشي وعملية الشهيدة فاطمة النجار.

## العمل الإعلامي

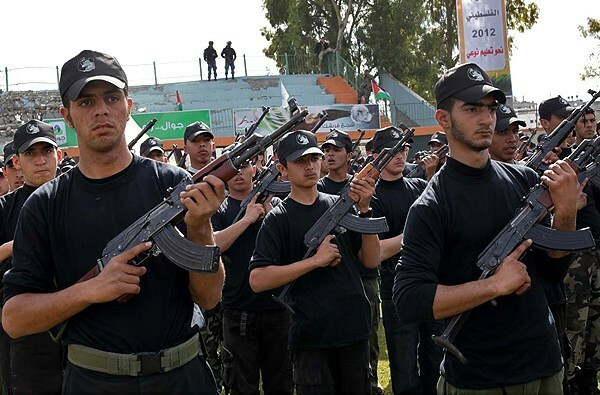
مناورات لكتائب القسام في مدينة غزة 27 يناير 2013

تؤمن حماس أن القوة الناعمة بما فيها الإعلام لا تقل أهمية عن القوة المسلحة، لذلك تعطي حماس أهمية كبيرة للإعلام منذ تأسيسها فاستخدمت كل ما هو متاح من وسائل للإعلام في الحقبة الزمنية التي انطلقت فيها حماس في بداياتها الأولى من وسائل الإعلام البدائية جدًا، مثل الغرافيتي، والملصقات، والفيديو والأشرطة السمعية، ومنابر المساجد.
بدأت تجربة حماس تأخذ جانباً متطوراً عندما أسست أول صحيفة ورقية تعبر عن رؤية الحركة «صحيفة الرسالة» في يناير من عام 1996م، تلا ذلك تأسيس إذاعة الأقصى في يونيو عام 2003م، لضمان مخاطبة جمهور أعرض وأكثر تنوعاً، وبعد فوز الحركة في الانتخابات التشريعية، وجدت نفسها أمام حاجة ملحة لمخاطبة الجمهور الخارجي، فأنشأت قناة الأقصى الفضائية عام 2006م، والتي تعرضت للاستهداف عدة مرات وتم تدمير مقراتها بشكل كامل.

## العمل الاجتماعي والخيري

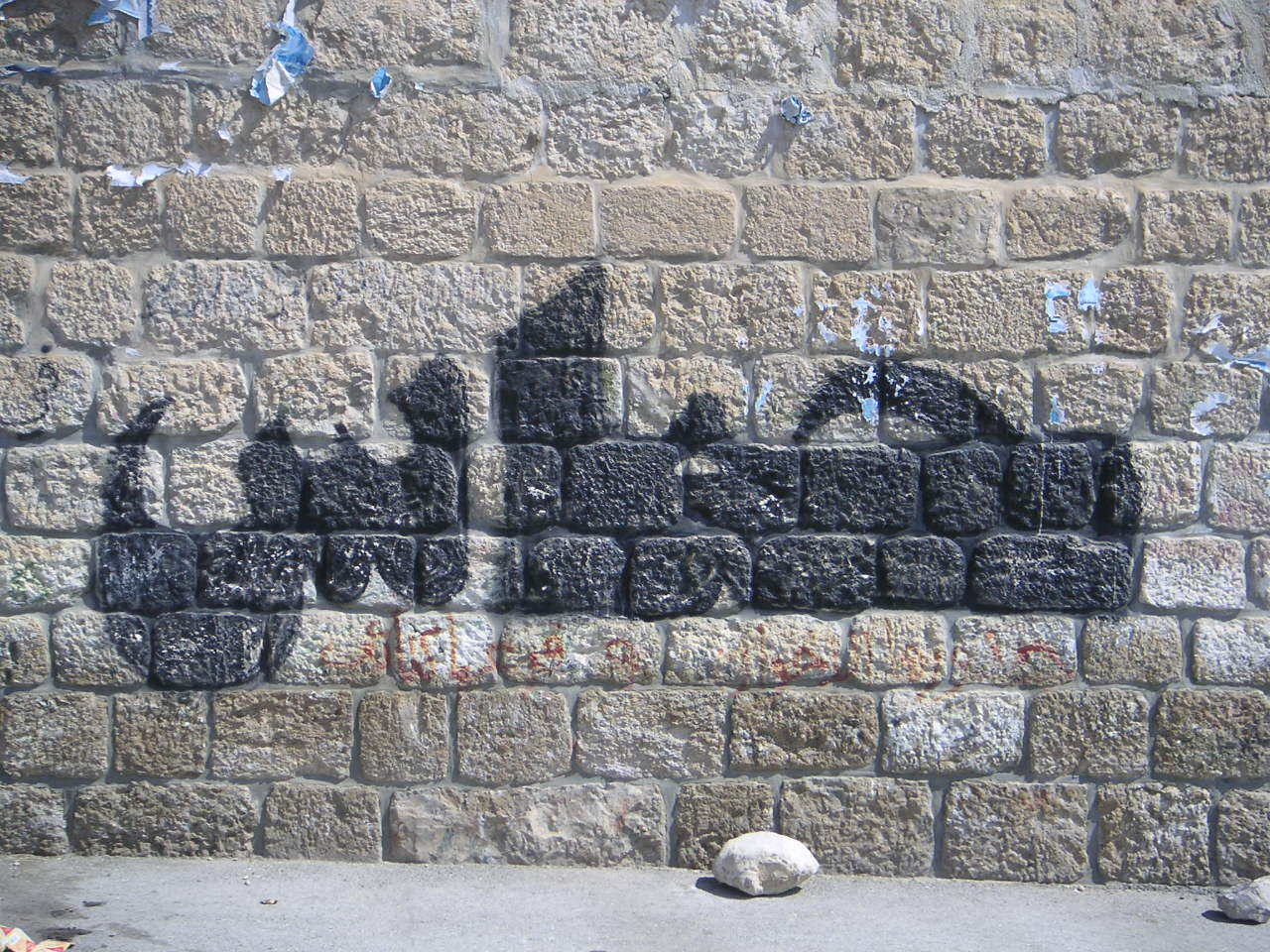
حماس جرافيتي.

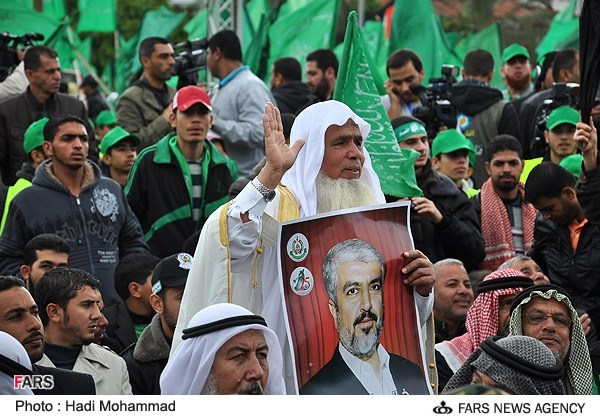
الذكرى الخامسة والعشرون لحركة حماس.

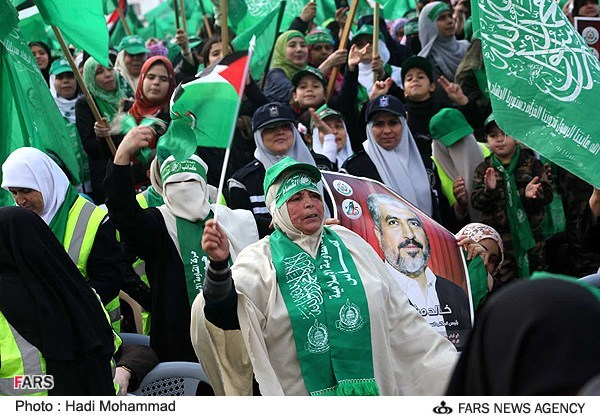
سيدة مسنة ترفع علم الحركة.

تؤمن حماس أنه لابد من الحفاظ على النسيج الاجتماعي للشعب الفلسطيني والأخلاقيات العامة، وقد طلبت الحركة من عناصرها الاهتمام بالجانب الاجتماعي والخيري، وقد ركزت حماس في الإصلاح الاجتماعي على ضرورة مكافحة الفقر كمدخل للتنمية، وتوجهت حماس إلى بناء المؤسسات الاجتماعية فأنشأت الجمعيات الخيرية والأندية الرياضية ولجان الزكاة والمكتبات، وكان المجمع الإسلامي الذي أنشأه الشيخ أحمد ياسين من أهم المراكز الإسلامية في غزة، كما كانت التعبئة والتوجيه في المساجد وسيلة أخرى تبعتها حماس للإصلاح الاجتماعي، فكانت المساجد مكانا للتواصل الاجتماعي وتوزيع المساعدات، كما ركزت حماس على التعليم فأنشأت مجموعة من المدارس ورياض الأطفال تقدر بالمئات موزعة على أنحاء متفرقة من مدن الضفة والقطاع والشتات، وأنشأت مؤسسات التعليم العالي كالجامعة الإسلامية والكلية الجامعية التطبيقية وغيرها، فأنشأت داخل هذه المؤسسات كتلا طلابية إسلامية يتحركون من خلاله، واهتمت حماس كذلك بإنشاء المؤسسات الصحية والمستشفيات والعيادات الثابتة والمتنقلة، وأيضًا اهتمت بالمؤسسات التي تعتني بالمرأة والطفل تأهيلًا وتوعية وعناية، وأيضا عمدت حماس ضمن رؤيتها للإصلاح إلى إنشاء لجان الصلح المحلية للمساعدة في حل النزاعات بين الأفراد؛ وذلك للمحافظة على صلابة المجتمع، ولم تغفل حماس فئة العمال والصيادين، كما أولت حماس موضوع الأسرى والمحررين أهمية خاصة، وأنشأت حماس مؤسسات تنادي بالإصلاح المجتمعي من خلال المرأة والشباب، وكذلك اهتمت حماس رغم الحصار بالجانب الرياضي؛ فأقامت عددا من المشاريع الرياضية، وأعلنت الحكومة التي ترأستها عن جوائز تشجيعية عدة في المجالات المختلفة.

## العمل الطلابي

المجاهد يحيى عياش مع والديه، ويظهر شعار على قميصه مكتوب عليه (الإسلام هو الحل).

تمثل «الكتلة الإسلامية في فلسطين» الجناح الطلابي لحركة المقاومة الإسلامية (حماس)، وتمارس أنشطتها من خلال الجامعات والمدارس. وتُعَرِّف الكتلة نفسها بأنها تجمع طلابي فلسطيني يتبنى التصور الإسلامي الشامل في المجالات التربوية والنقابية والاجتماعية والثقافية والرياضية، ويستمد أفكاره وتصوراته ومفاهيمه من الإسلام على منهج أهل السنة والجماعة. كما وتمثل الكتلة الإسلامية نموذجاً مميزاً وراقياً في العمل الطلابي والنقابي، إضافة إلى كونها نموذجاً دعوياً وجهادياً مقاوماً.
وأفرزت الكتلة نماذج فريدة من قيادات العمل الطلابي، تقلدوا فيما بعد مناصب هامة في مسيرة العمل السياسي الفلسطيني شكلوا نقطة تحول فارقة في التاريخ الفلسطيني المعاصر، ففي الجامعة الإسلامية بغزة كان إسماعيل هنية قد ترأس مجلس الطلاب، فيما أنتج العمل الطلابي والكتلة الإسلامية قيادات عديدة أمثال القيادي الشهيد جمال منصور، والشهيد المهندس يحيى عياش وغيرهم من القيادات الذين تربوا في محاضن العمل الطلابي التربوي.
وشاركت الحركة الطلابية الفلسطينية وعلي رأسها الكتلة الإسلامية في مسيرة العمل الفلسطيني المقاوم وشكلت رافداً مهماً لمسيرة العمل الفلسطيني المقاوم، إذ شاركت الكتلة بقوة في انتفاضة عام 1987 وانتفاضة الأقصى عام 2000 وانتفاضة القدس عام 2015 قدمت خلالهما عشرات الشهداء والجرحى.

## أشهر قادتها

ملصق لحركة حماس يظهر عليه صورة الشيخ احمد ياسين، والرنتيسي، وصلاح شحادة واستشهاديين
اثنين. كتب عليه أبيات من قصيدة «حماس»: رايات أحمدَ من جديـد قـد بـدت تحمي حماهـا بالنفـوس حمـاس

في التاريخ الفلسطيني هناك العديد من قادة حماس نظراً لكثرة اغتيالهم واعتقالهم؛ سواء على يد الجيش الإسرائيلي أو على يد السلطة الفلسطينية التابعة لفتح.

### سياسيون
هناك العديد من القادة السياسيون للحركة، ومنهم: أحمد ياسين
- إسماعيل أبو شنب
- عبد العزيز الرنتيسي
- صلاح شحادة
- إبراهيم المقادمة
- خالد مشعل
- إسماعيل هنية
- نزار عوض الله
- جمال منصور
- حامد البتاوي
- جمال سليم
- نزار ريان
- سعيد صيام
- خليل القوقا
- محمود الزهار
- خليل الحية
- عماد العلمي
- عزت الرشق
- سامي خاطر
- ماهر عبيد
- روحي مشتهى
- يحيى السنوار
- صالح العاروري
- حسين أحمد أبو عجوة
- حسن يوسف
- موسى أبو مرزوق
- محمد نزال
- خالد ابوطوس
- وليد العامودي
- عزيز دويك
- حسن يوسف

### عسكريون (كتائب القسام)
قدمت حماس العشرات من قادتها العسكريين شهداء منذ بداية انطلاقتها عام 1987م، ولا زال العشرات من أبرز قادتها يقودون الجناح العسكري للحركة بحنكة وحكمة ومن أبرز القادة العسكرين الشهداء والأحياء:
- أحمد الجعبري - الرجل الثاني في كتائب القسام - اغتالته إسرائيل.
- محمد أبو شمالة - اغتالته إسرائيل.
- عبد الحكيم حنيني - مبعث إلى قطر بعد الخروج من السجون الإسرائيلية في صفقة وفاء الأحرار.
- صلاح شحادة - القائد العام الأول - اغتالته إسرائيل.
- عبد الرحمن حماد.
- عبد الله البرغوثي - أسير.
- ياسر النمروطي - قائد المنطقة الجنوبية اغتالته إسرائيل بمدينة غزة عام 1992م.[92]
- جميل وادي - قائد الوحدة المختارة رقم "7" استشهد في اشتباك مع قوات الاحتلال عام 1993م.[93]
- عدنان الغول - اغتالته إسرائيل 2004م.
- يحيى عياش - اغتالته إسرائيل 1996م.
- عماد عقل - اغتالته إسرائيل (1993).
- رائد العطار - اغتالته إسرائيل (2014).
- محمد ضيف - القائد العام الحالي.
- محمود المبحوح - اغتالته إسرائيل (2010).
- أ.د.نزار ريان - اغتالته إسرائيل (2009).
- يحيى السنوار - عضو المجلس العسكري.
- مروان عيسى - عضو المجلس العسكري.
- محمد السنوار - عضو المجلس العسكري.

### أعضاء المكتب السياسي

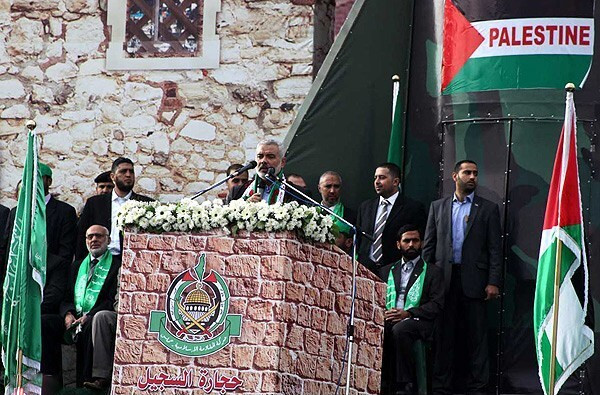
إسماعيل هنية.

- خالد مشعل، رئيس المكتب في الخارج.
- محمود الزهار
- عماد العلمي
- خليل الحية
- محمد نزال
- عزت الرشق
- سامي خاطر
- موسى أبو مرزوق، نزار عوض الله
- ماهر عبيد.[94]

## أبناء وأطفال لقادة الحركة تم اغتيالهم

محمد فرحات مقاتل في كتائب الشهيد عز الدين القسام، استشهد في تنفيذ عملية اقتحام مسلح لمدرسة تدريب الجنود الإسرائيليين في أحدي المستوطنات.

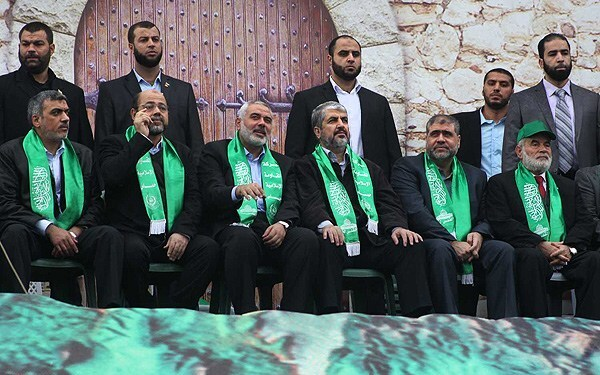
قادة المكتب السياسي للحركة.

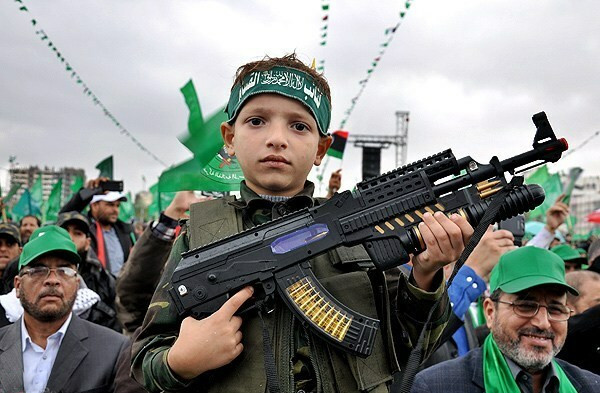
طفل يحمل السلاح في الذكرى الخامسة والعشرون لحركة حماس.

أم نضال الملقبة بخنساء فلسطين تودع ابنها محمد فرحات قبل استشهاده.

تضغط إسرائيل على قادة حماس باعتقالهم أو تفجير منازلهم أو اغتيالهم أو قتل أبنائهم. ورصدت وكالة «قدس برس» أسماء أكثر من 50 مغتالاً من أبناء لقادة حماس، قتلوا خلال العقدين الماضيين من عمر الحركة، سواء خلال الانتفاضة الأولى أو انتفاضة الأقصى، وبعض هؤلاء الأبناء قُتلوا مع آبائهم، وهم أبناء القادة من الصف الأول والثاني والثالث. وأوضحت الإحصائية، أن هناك بعض القادة من قدّم أكثر من ابن قتيل، كد. محمود الزهار، والشيخ عبد الفتاح دخان، ومنهم من قدّم عائلته كاملة كد. نبيل أبو سلمية، والشيخ حسين أبو كويك، والشيخ صلاح شحادة. وذكر من الإحصائية:
- د. محمود الزهار قُتل نجلاه خالد وحسام.
- د. نزار ريان قُتل نجله إبراهيم. وقتل نزار ريان نفسه أبو بلال في الحرب على غزة في بداية 2009.
- محمد طه قُتل نجله ياسر وزوجته وطفلته.
- عبد الفتاح دخان قُتل نجلاه طارق وزيد.
- حماد الحسنات قُتل نجله ياسر.
- أحمد نمر حمدان قُتل نجله حسام.
- إبراهيم تمراز قُتل نجله صهيب.
- د. مروان أبو راس قُتل نجله عاصم.
- د. إبراهيم اليازوري قُتل نجله مؤمن.
- عدنان الغول قُتل نجلاه بلال ومحمد.
- صلاح شحادة قُتل وزوجته وإحدى بناته.
- د. خليل الحية قُتل نجله حمزة.
- أم نضال مريم فرحات قُتل أنجالها نضال ومحمد ورواد.
- د. علي الشريف قُتل نجله علاء.
- القائد أحمد الجعبري قُتل نجله محمد وشقيقاه حسن وفتحي.
- حسين أبو كويك قُتل أطفاله براء وعزيز ومحمد وزوجته بشرى.
- منصور أبو حميد قُتل نجله أحمد.
- المهندس عيسى النشار قُتل نجله علي.
- نبيل النتشة قُتل نجله باسل.
- د. نبيل أبو سلمية قُتل في قصف منزله هو وزوجته سلوى وأطفاله يحيى ونصر الله وسمية ونسمة وهدى وآية.
- عبد العزيز الكجك قُتل نجله ناصر.
- أبو بلال الجعابير قُتل نجله مصعب.
- جهاد أبو دية قُتل نجله محمد.
- عصام جودة قُتل نجله أحمد.
- النائب محمد شهاب، قُتل نجله عبد الرحمن، 2008م.[95]
- إبراهيم صلاح قُتلت طفلته إيناس.
- فتحي ناجي قُتل نجله أحمد في انتفاضة الأقصى.
- م. إسماعيل أبو شنب ونجله حسن.
- محمد الضيف وقد استشهدت زوجته وداد ونجله علي في حرب العصف المأكول 2014

كما خلفت الحروب الثلاثة والتي شنتها قوات الاحتلال الإسرائيلية على قطاع غزة آلاف الشهداء من الأطفال والنساء والأبرياء الفلسطينيين، إضافة لعشرات آلاف الجرحى والذي يعانون حتى اللحظة.

## موقف الحركة من السلطة الفلسطينية وحركة فتح

رائد العطار، قائد عسكري فلسطيني في كتائب القسام.

ترى حركة المقاومة الإسلامية "حماس" أن إسرائيل وافقت على "سلطة الحكم الذاتي (السلطة الفلسطينية) والمجيء بها إلى فلسطين وتدعيمها بأكثر من 40 ألفاً من رجال الأمن لتفرض على السلطة مجموعة من الالتزامات، أهمها ضرب المقاومة الفلسطينية المسلحة "والاختباء خلف ستار الحكم الذاتي". وعلى الرغم من أن العلاقة بين الطرفين غالباً ما تنتكس وتقوم السلطة الفلسطينية أحياناً بحملات اعتقال لأفراد حماس وغيرهم من التيارات الإسلامية، أو حتى تعذيبهم وقتلهم كما فعلت مع مجد البرغوثي وآخرين، فإن الحوار بينهما قلما ينقطع. تطور الوضع بينهم لاستخدام السلاح حتى حدث الانقسام الفلسطيني بين حركة حماس (حاملة المشروع المقاوم) وحركة فتح (حاملة المشروع السلمي المفاوض).

### موقف الحركة من خيار المفاوضات
ترى الحركة في خيار التسوية والمفاوضات الذي انتهجته حركة فتح بأنه خياراً عبثياً يعمل على تصفية القضية الفلسطينية وحقوق الفلسطينيين وفي مقدمتهم حق العودة.

### موقف الحركة من التنسيق الأمني مع الاحتلال
ترفض حركة حماس سياسية التنسيق الأمني بين أجهزة السلطة الفلسطينية وقوات الاحتلال الإسرائيلي، والذي انتهجته السلطة منذ توقيع اتفاقية أوسلو 1993، وقامت السلطة باحباط العديد من عمليات المقاومة الفلسطينية، حيث صرح مدير مخابرات السلطة ماجد فرج أنه أحبط (200) عملية فدائية خلال انتفاضة القدس.

### موقف حركة حماس من الاعتقالات السياسية
ترفض حركة حماس ظاهرة الاعتقال السياسي التي تشنها أجهزة السلطة ضد عناصر ونشطاء وكوادر حركة حماس، وتطالب السلطة بالعمل على إنهاء ملف الاعتقالات السياسية. وتدعو حركة حماس السلطة الفلسطينية لوقف ملاحقة نشطائها وإطلاق يد المقاومة الفلسطينية في الضفة المحتلة للعمل على دحر الاحتلال الإسرائيلي.

## تجنب الخلافات والنزاعات العربية
في سياستها الخارجية تتجنب الحركة الخلافات والنزاعات العربية في الدول العربية، وتدعو إلى الحوار سبيلاً لحل الإشكاليات.
وتلتزم حماس بأن لن تكون طرفاً في الصراعات الداخلية العربية؛ لأنها ملتزمة بالقضية الفلسطينية المحورية وبخيار المقاومة الإسلامية.
ظهر ذلك بوضوح في الأزمات الداخلية والحروب في الدول العربية.

## موقف العرب من حماس

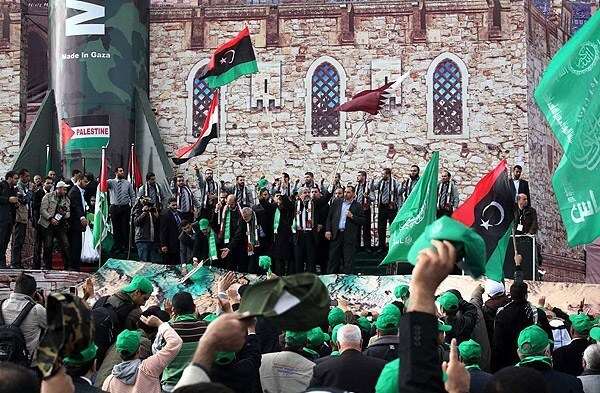
رفع اعلام دول ثورات الربيع العربي في الذكري ال25 للتأسيس.

بحسب دراسة أجراها مركز بيو للدراسات؛ فإن لدى حماس شعبية كبيرة في الكثير من الشعوب العربية والإسلامية، ولكن غالبية الأنظمة العربية لا تدعم حماس وتتهم الشعوب العربية أنظمتها بأنها تدعم مصالح إسرائيل. وتمر علاقتها بحركة فتح بحالات من الشد والجذب ففي حوار له مع قناة العربية ، في برنامج بصراحة، سخر ياسر عبد ربه أحد قيادي حركة فتح من حماس، فعبر عن موقفها من القصف الإسرائيلي لها، حين طلبت هدنة لمدة عام بدل وقف النار ببساطة ودون شروط، قائلا:«يسمونها حنكة! لا أدري أية حنكة من الحنكات...»

### علاقة الحركة بجماعة الإخوان المسلمين

علم حماس.

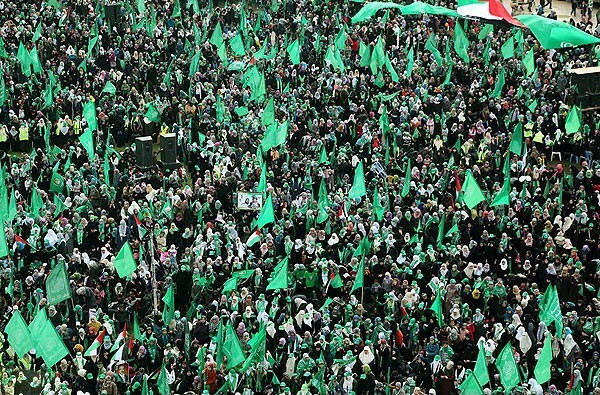
احتفال بالذكرى الـ 25 لتأسيس حماس في غزة.

تكونت حركة حماس من جمعيات خيرية واجتماعية تابعة لتنظيم الإخوان المسلمين في قطاع غزة كجناح عسكري للجماعة، لكنها لا ترتبط تنظيميا بجماعة الاخوان المسلمون في مصر كما قال الشيخ أحمد ياسين مؤسس الحركة، حيث قال «لم يكن إلنا علاقة في الإخوان في مصر في أي يوم من الأيام أبداً»، وفي البيان الأول للحركة أعلنت أنها جناح من أجنحة الإخوان المسلمون بفلسطين وجاء في المادة 2 من ميثاق حركة حماس، 
لكن تم حذف تلك المادة وأعلنت حماس أنها ليست جزء من جماعة الإخوان المسلمين في 2017م وأنها تنظيم فلسطيني مستقل فقال خالد مشعل:
كما ينص قسم حماس علي الولاء لدعوة الإخوان المسلمين والجهاد في سبيلها:
اكد عضو القيادة السياسية في حماس محمود الزهار بأن حركة حماس ليس هدفها إقامة دولة فلسطينية ذات حدود وطنية بل هدفها خلافة إسلامية عالمية وأستاذية العالم كما هي أهداف جماعة الإخوان المسلمين ومؤسسها حسن البنا التي نتتمي لها قال:

### العلاقة مع دولة قطر
بدأت العلاقة بين حماس ودولة قطر بعد فوز الحركة في انتخابات 2006، وقد ازدادت العلاقة بعد دعوة قطر لخالد مشعل لحضور قمة الدوحة أو قمة غزة الطارئة أثناء الحرب الإسرائيلية الأولى على غزة، وبعد اندلاع الثورة السورية عام 2011 وقررت حركة حماس الخروج من سوريا ووافقت دولة قطر على استقبالهم وفتح مكاتب لهم، وقد قدمت قطر دعمًا ماليًا لحركة حماس على شكل مشاريع ميدانية خدماتية في قطاع غزة، وفي 22/10/2012 زار أمير دولة قطر الشيخ حمد بن خليفة آل ثاني ورئيس الوزراء الشيخ حمد بن جاسم بن جبر آل ثاني قطاع غزة في زيارة هي الأولى من نوعها منذ فرض الحصار على القطاع عام 2006، وفي إطار سعي قطر للمصالحة الفلسطينية استضافت عدة جولات للمصالحة بين حركتي حماس وفتح، وفي 22/7/2016 أعلن الديوان الأميري القطري قرار دفع رواتب لموظفي حكومة حماس عن شهر يوليو 2016.

### العلاقة مع مصر
تعاني حماس من مشاكل مع مصر، حيث ترفض حكومة مصر فتح معبر رفح بصورة مستمرة، كما ترفض السماح لأعضاء الحركة بالحركة بحرية ودخول الأراضي المصرية، وتتهم حماس حكومتي مبارك والسيسي بالمساهمة في حصار غزة.
في حين تعتبر حماس نفسها حماية لبوابة مصر الشرقية، حيث أكد محمود الزهار أن غزة هي التي تمنع احتلال مصر، وهي الحصن الحصين الذي يحمي حدود مصر الشرقية.
في 21 نوفمبر 2012 في حرب حجارة السجيل نجحت مصر في التوصل لاتفاق وقف إطلاق النار بين حركة حماس وإسرائيل برعاية محمد مرسي، وفي عام 2014 أعلنت الخارجية المصرية في 26 أغسطس/آب عن وقف إطلاق النار بين حركة حماس وإسرائيل ينهي حرب العصف المأكول التي استمرت 51 يوما استنادا إلى تفاهمات 2012.
وعقب الانقلاب العسكري عام 2013 ضد الرئيس محمد مرسي جرى توجيه الاتهام له بالتخابر مع حماس، في 3 يناير 2014 أتهمتها الحكومة المصرية بالتورط في تفجير مديرية أمن الدقهلية بجانب جماعة أنصار بيت المقدس وجماعة الإخوان المسلمين، وفي مارس 2014، قامت محكمة الأمور المستعجلة في القاهرة بحظر أنشطة حماس في مصر، وأمرت بإغلاق مكاتبها واعتقال أي عضو من حماس موجود في مصر ومصادرة أموالها. وفي فبراير 2015، صنفت محكمة الأمور المستعجلة في القاهرة حماس على أنها منظمة إرهابية بعد إتهام حركة حماس بشن هجمات إرهابية في مصر عبر الأنفاق التي تربط شبه جزيرة سيناء بقطاع غزة، إلا أنه في يوم 6 يونيو 2015 م صدر حكم آخر من محكمة الأمور المستعجلة بمصر بنقض الحكم السابق وإلغائه، وهو ما رحبت به الحركة واعتبرته تصحيحا للحكم السابق.
وفي 19آب/أغسطس عام 2015 أوقف مجهولون مصريون حافلة ترحيلات تقل مسافرين فلسطينيين في مدينة رفح المصرية واختطفوا أربعة منهم إلى جهة غير معلومة. وقد طالبت حركة حماس بسرعة الإفراج عن المختطفين الأربعة في مصر.
وفي 6 آذار/مارس عام 2016 اتهم وزير الداخلية المصري اللواء مجدي عبد الغفار حركة حماس وجماعة الإخوان المسلمين باغتيال النائب العام المصري هشام بركات وهو ما نفته حماس واعتبرته لا ينسجم مع جهود المصالحة مع مصر.
وفي 12آذار/مارس عام 2016 وصل وفد من حركة حماس إلى القاهرة تلبية لدعوة من جهاز المخابرات المصرية لعقد لقاءات مع مسؤولين مصريين، وضم الوفد كلا من القادة في الحركة محمود الزهار وخليل الحية وعماد العلمي ونزار عوض الله.
وفي 31 مايو 2021 قام اللواء عباس كامل رئيس المخابرات العامة المصرية بزيارة إلى غزة عقب أحداث حي الشيخ جراح وقصف غزة من قبل الاحتلال الإسرائيلي لبحث سبل التهدئة بين الطرفين وبحث سبل إعادة إعمار غزة حيث أعلن الرئيس المصري عبدالفتاح السيسي تبرع مصر بنصف مليار دولار لإعمار غزة وكان في استقباله يحيى السنوار رئيس المكتب السياسي لحركة حماس واعلنت الهدنة وقف إطلاق النار من قبل الطرفين برعاية مصرية.

#### معبر رفح
يربط معبر رفح الحدودي بين قطاع غزة ومصر، ويعتبر معبر رفح البوابة الوحيدة لقطاع غزة على العالم الخارجي، لكن السلطات المصرية تغلق المعبر بشكل شبه كامل منذ يوليو/ تموز 2013 لدواع تصفها بالأمنية وتفتحه على فترات متباعدة لسفر الحالات الإنسانية.

### العلاقة مع المملكة العربية السعودية

نضال فرحات قائد عسكري في كتائب الشهيد عز الدين القسام، وينسب إليه اختراع صاروخ القسام برفقة تيتو مسعود صاحبي فكرة صناعة الصواريخ، اغتاله الجيش الإسرائيلي وهو يحاول تجهيز طائرة القسام بدون طيار (أبابيل1)

بعد فوز حماس في الانتخابات التشريعية عام 2006 تعهدت المملكة العربية السعودية بأن تبقى أكبر داعمي الشعب الفلسطيني رغم تهديدات الاتحاد الأوروبي، وقد رحب عضو المكتب السياسي لحركة حماس عزت الرشق بالتصريحات السعودية، وعقب تشكيل حماس للحكومة الفلسطينية العاشرة زار وزير الخارجية محمود الزهار المملكة العربية السعودية، وقد استضافت السعودية اتفاق المصالحة الفلسطينية الذي عُرف باتفاق مكة بين حركتي حماس وفتح في مارس/آذار2007 ، وفي يوليو/تموز 2015 وأثناء حكم الملك سلمان بن عبد العزيز زار رئيس المكتب السياسي لحركة حماس خالد مشعل على رأس وفد يضم كلا من موسى أبو مرزوق وصالح العاروري ومحمد نزال المملكة وقد أدوا العمرة وصلاة عيد الفطر والتقوا بالملك سلمان بن عبد العزيز وولي عهده محمد بن نايف وولي ولي العهد محمد بن سلمان، وفي عام 2016 وبعد انتهاء موسم الحج احتجزت السلطات السعودية عضو المكتب السياسي لحركة حماس نزار عوض الله في المطار حيث كان يؤدي فريضة الحج إلى جانب عدد من قيادات الحركة على رأسهم نائب رئيس المكتب السياسي إسماعيل هنية ثم رحلته إلى دولة قطر، وفي أكتوبر عام 2016 وعقب إقرار قانون جاستا الأمريكي ضد المملكة العربية السعودية أعربت حركة حماس عن وقوفها إلى جانب المملكة ودعت إلى تشكيل تحالف عربي إسلامي واسع في مواجهة المؤامرة التي تتعرض لها المنطقة.

### العلاقة مع المملكة الأردنية
استقبلت الأردن قيادة حركة حماس في أوائل التسعينيات من القرن الماضي وسمحت للحركة بفتح مكاتب لها، وبعد اتفاق وادي عربة للسلام بين الأردن وإسرائيل في أكتوبر عام 1994م حاولت إسرائيل في سبتمبر عام 1996م اغتيال رئيس المكتب السياسي للحركة خالد مشعل، مما جعل الملك حسين بن طلال يهدد بإلغاء اتفاق السلام إذا مات مشعل، وأبرمت الأردن صفقة مع إسرائيل تم بموجبها الإفراج عن عملاء للموساد مقابل الترياق لخالد مشعل، واستكملت الصفقة بالإفراج عن الشيخ المؤسس أحمد ياسين وعدد من السجناء في سجون الاحتلال الإسرائيلي.
وفي عام 1999م قررت عمّان إبعاد خمسة من قيادة الحركة إلى سوريا إثر تدهور العلاقات مع حماس، لكن المملكة الأردنية سمحت لخالد مشعل بدخول الأراضي الأردنية لأسباب إنسانية منها لدفن أبيه في أغسطس عام 2009، وزيارة لدفن أمه في سبتمبر عام 2016.
لكن الزيارة الرسمية الأولى بعد الإبعاد جاءت برفقة ولي عهد دولة قطر أثناء زيارته للملكة الأردنية عام 2012، غير أن الزيارة لم تتطور إلى إعادة العلاقات.

### العلاقة مع سوريا

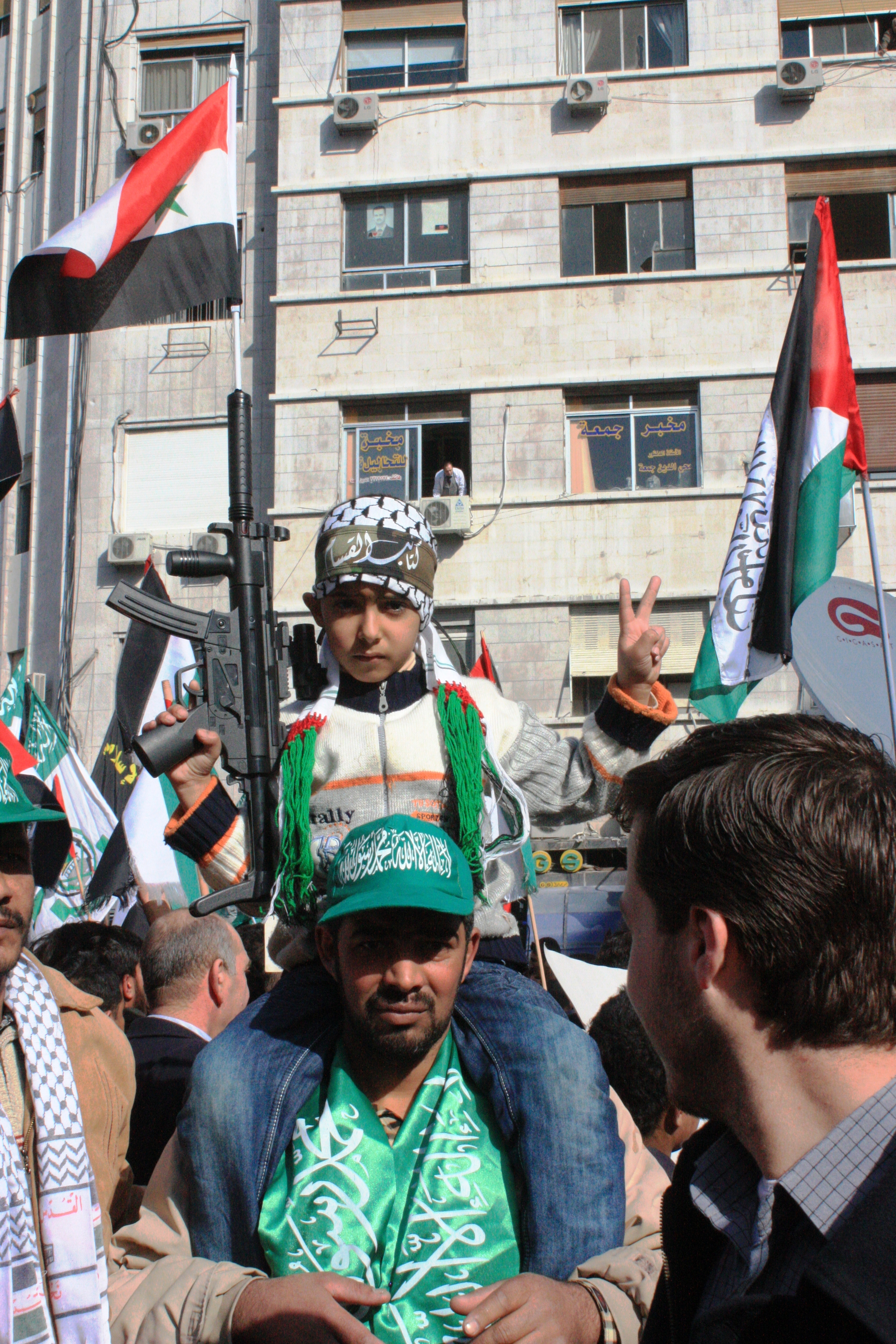
مسيرة مؤيدة لحماس في دمشق

عقب خروج حركة حماس من الأردن استعدت سوريا لاستقبال قيادة الحركة وفتح مكاتب لهم، وشهدت العلاقة تطورا وتحسنا واضحا خاصة أثناء الحرب الأولى على غزة عند دعوة سوريا وقطر إلى عقد اجتماع طارئ لجامعة الدول العربية فيما سُمي بقمة غزة الطارئة في العاصمة القطرية الدوحة، وحضور مسؤولي الفصائل الفلسطينية القمة على رأسهم خالد مشعل ورمضان شلح، ومع اندلاع الثورة السورية خرجت حماس من سوريا ونقلت مكاتبها إلى دولة قطر، وقد رفضت حماس في البداية التعليق على الأحداث في سوريا، إلى أن أعلنت الحركة بعد نحو عام من بداية الثورة أنها تقف مع الشعوب في نيل حريتها وكرامتها حيث قال إسماعيل هنية خلال خطبة الجمعة في الجامع الأزهر في مصر «أحيي كل شعوب الربيع العربي وأحيي شعب سوريا البطل الذي يسعى نحو الحرية والديمقراطية والإصلاح»، وفي نوفمبر عام 2012 أعلنت الحكومة السورية إغلاق مكاتب الحركة بالشمع الأحمر بسبب دعمها للثورة السورية. وفي فبراير عام 2016 أعلنت حماس موقفها مما يجري في سوريا وغيرها من الدول العربية أنه موقف ثابت مبني على قاعدة عدم التدخل في الشؤون الداخلية للدول، وشددت على أنه لا دور لحماس في الأزمة السورية، وأن موقفها من حق الشعب السوري في تقرير مصيره لم ولن يتبدل.
في 20 ابريل 2016 أتهم بشار حركة حماس بأنها تدعم جبهة النصرة في سوريا.
في 9 يونيو 2019 هاجم بشار الاسد حركة المقاومة الإسلامية فقال:
في 19 أكتوبر 2022 زار وفد من الحركة لدمشق وأعلنت عودة العلاقات مع نظام بشار الأسد.
في 10 أغسطس 2023 قال بشار الأسد أن قيادات حماس الَّتي كانت تدعي المقاومة هي نفسها الَّتي حملت علم الاحتلال الفرنسي لسوريا (يقصد بكلامه علم المعارضة السورية) فكيف الَّذي يدعي المقاومة يقف مع الاحتلال الفرنسي وموقفها موقف غدر، وعلاقتنا اليوم تحت المبدأ العام نحن نقف مع كل طرف فلسطيني يقف ضد إسرائيل ومن المبكر الكلام عن عودة العلاقات في السابق لأن حماس ليس لديها حاليا مكاتب في سوريا.

#### بعد سقوط نظام الأسد
بعد سقوط نظام الأسد باركت حركة حماس الشعب السوري بتحقيق تطلّعاته نحو الحريّة والعدالة، ودعت إلى توحيد الصفوف، ومزيد من التلاحم الوطني، والتعالي على آلام الماضي، وأدانت حركة حماس الغزو الإسرائيلي على سوريا.

## موقف الدول الغير عربية من حماس

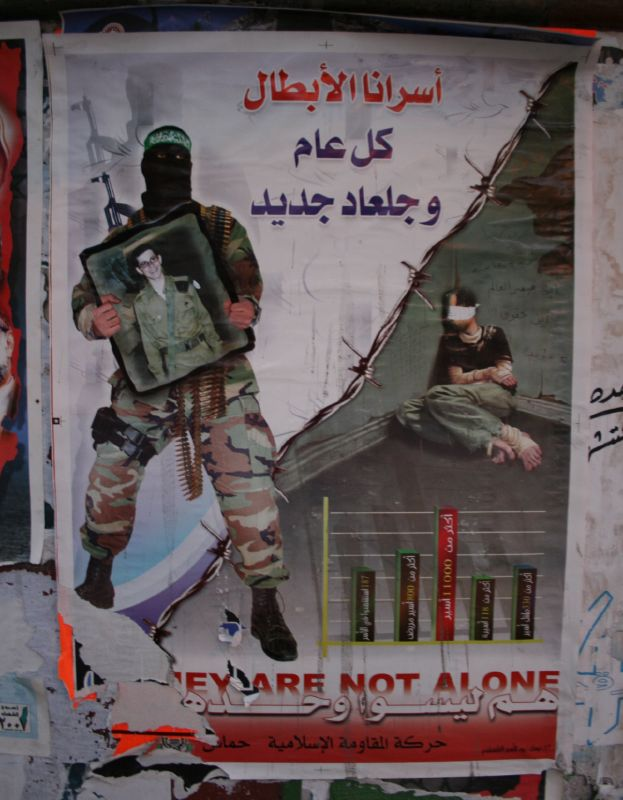
ملصق لحماس في نابلس عن الأسري الفلسطينيين.

الدول الغربية تعتبر أن أي عمليات عسكرية تقوم بها حماس «أخطار محدقة» على دولة إسرائيل من «محيطها» التي هي فيه. ويرى الغرب، أن المفاوضات هي السبيل الناجح والوحيد للتوصل إلى حلّ يرضي جميع الأطراف المتنازعة، إلا أن حماس تفضّل الخيار العسكري على خيار المفاوضات؛ لأن إسرائيل لم تطبق أي قرار صدر من الأمم المتحدة، وأي إدانة دولية من الأمم المتحدة لإسرائيل تجابه بالفيتو الأمريكي. وتعتبر الدول الغربية أن حماس منظمة إرهابية.
وتدعو بعض الأصوات في الغرب إلى «إعادة تشكيل الصورة المشوهة لحماس»، وترى أن حماس «حركة معتدلة وواقعية ولابد من التعامل معها بطريقة مختلفة عن مجرد اتهامها بالإرهاب». كما أن أمين سر المجلس التشريعي الفلسطيني محمود الرمحي قال قبل اعتقاله على يد الاحتلال الإسرائيلي، أن هناك حراكاً أوروبياً واسعاً لفتح قنوات اتصال مع حركة المقاومة الإسلامية حماس، كما أن نواب حماس قابلوا مؤخرا كثيرا من الموفدين الأوروبيين منهم نواب ومكلفون بشكل رسمي. وقال أن أوروبا «تبذل جهدا كبيرا للخروج من المأزق الذي وضعت نفسها فيه»، موضحا أن الاتحاد الأوروبي بات يدرك أنه لا يمكن تجاوز نتائج الانتخابات، والواقع الموجود في قطاع غزة. ويصنف الاتحاد الأوربي حركة حماس كمنظمة إرهابية منذ عام 2001، علق هذا التصنيف في 2014 من قبل محكمة الاتحاد الأوروبي لما وصفته بعدم توافر الأدلة الكافية للتصنيف، وتم رفع التعليق لاحقاً في 2017 عندما قضت نفس المحكمة بقانونية تصنيف حركة حماس كمنظمة إرهابية والإبقاء على التصنيف.

### علاقة حماس بالولايات المتحدة الأمريكية
تعاملت الولايات المتحدة الأمريكية مع حماس وفق الحسابات الإسرائيلية، رغم تعامل حماس بأفق سياسي منفتح على الدول الخارجية، فإدراج حماس على «لائحة الإرهاب» الأمريكية جاء بضغوط إسرائيلية، وإدراج حماس على «اللائحة الأوروبية للإرهاب» جاء بضغوط أمريكية لصالح مطلب إسرائيلي لم يكن يجد التجاوب أوروبياً.
زادت أمريكيا من سلبية موقفها تجاه حماس بعد أحداث أيلول/ سبتمبر 2001، حتى بات الاتصال بحماس من طرف أيّ مواطن أمريكي جريمة يحاسب عليها أمام القضاء والقانون الأمريكي.
وبالرغم من ذلك فقد التقت عدة شخصيات - ليس لها مناصب رسمية – بقادة من الحركة، وكان أبرزها اللقاء مع الرئيس الأسبق جيمي كارتر سنة 2008 وبعد فوز الرئيس أوباما بالانتخابات، وفي مناسبات محددة التقت شخصيات في مواقع رسمية مع الحركة، إلا أن الولايات المتحدة لم تحاول أن تكون منفتحة في فهم مواقف حماس، بل حاولت أن تضغط دائماً لتقبل حماس ما تشترطه الولايات المتحدة.

### حماس والاتحاد الأوروبي
تؤمن أوروبا أن "إسرائيل وُجدت لتبقى، وتخشى في حال نجاح أي استهداف ضد "إسرائيل" أن تعود المسألة اليهودية مجدداً إلى أوروبا، وهو ما يشكل عامل أرقٍ لأوروبا أكثر مما يشكل عامل خشية مجردة على هذا الكيان، لذلك يرفض الاتحاد الأوروبي وبشكل قاطع أي مقاومة "عنيفة" ضد الاحتلال الإسرائيلي، لذلك وضع الاتحاد الأوروبي حركة حماس على قائمة الإرهاب عام 2003م، على خلفية تنفيذها سلسلة عمليات استشهادية منذ اندلاع انتفاضة الأقصى عام 2000م.
عام 2014 ألغى الاتحاد الأوروبي قرار وضع حركة حماس على قائمة الإرهاب، معتبراً ذلك لم يستند إلى أسس قانونية وإنما تم على أساس معلومات من الصحافة والانترنت، وفي يناير من عام 2015م، استأنف الاتحاد الأوروبي القرار القاضي بشطب حركة حماس من قائمة الإرهاب، وفي سبتمبر من عام 2016م، أوصت المستشارة الينور شاربستون - وهي أحد عشرة مستشارين قانونيين لمحكمة العدل الأوروبية - القضاة برفض استئناف قدمته الدول الأعضاء بمجلس الاتحاد الأوروبي ضد قرارات محكمة أدنى في أواخر 2014 برفع اسم الحركة من قائمة العقوبات وذلك بسبب خطأ في الإجراءات.

### علاقة حماس مع تركيا
توطدت علاقة حركة حماس مع الجمهورية التركية بعد انسحاب رئيس الوزراء التركي آنذاك رجب طيب أردوغان من مؤتمر دافوس في يناير من عام 2009م، على خلفية نقاش جرى بينه وبين الرئيس الإسرائيلي آنذاك شمعون بيريز حول الحرب الإسرائيلية على غزة، وأشادت حماس بانسحاب رئيس الوزراء التركي ووصفته بالانتصار لدماء ضحايا الحرب العدوان الإسرائيلي.
تلا ذلك مشاركة تركيا في اسطول الحرية بسفينتين عام 2010م، من أجل كسر الحصار الإسرائيلي المفروض على قطاع غزة منذ عام 2007م، واعترضت البحرية الإسرائيلية إحدى السفن التركية وقتلت تسعة أتراك.
في يناير من عام 2012م، لم يستبعد الرئيس التركي السابق عبد الله جول، على اعتبار أن تركيا دولة تدافع بقوة عن الملف الفلسطيني. وحماس حزب سياسي مهم شارك في الانتخابات وفاز بها" في قطاع غزة، تلا ذلك افتتح حركة حماس لمكتبها التمثيلي في العاصمة التركية أنقرة والتي أداره عضو المكتب السياسي للحركة صالح العاروري

### علاقة حماس بإيران

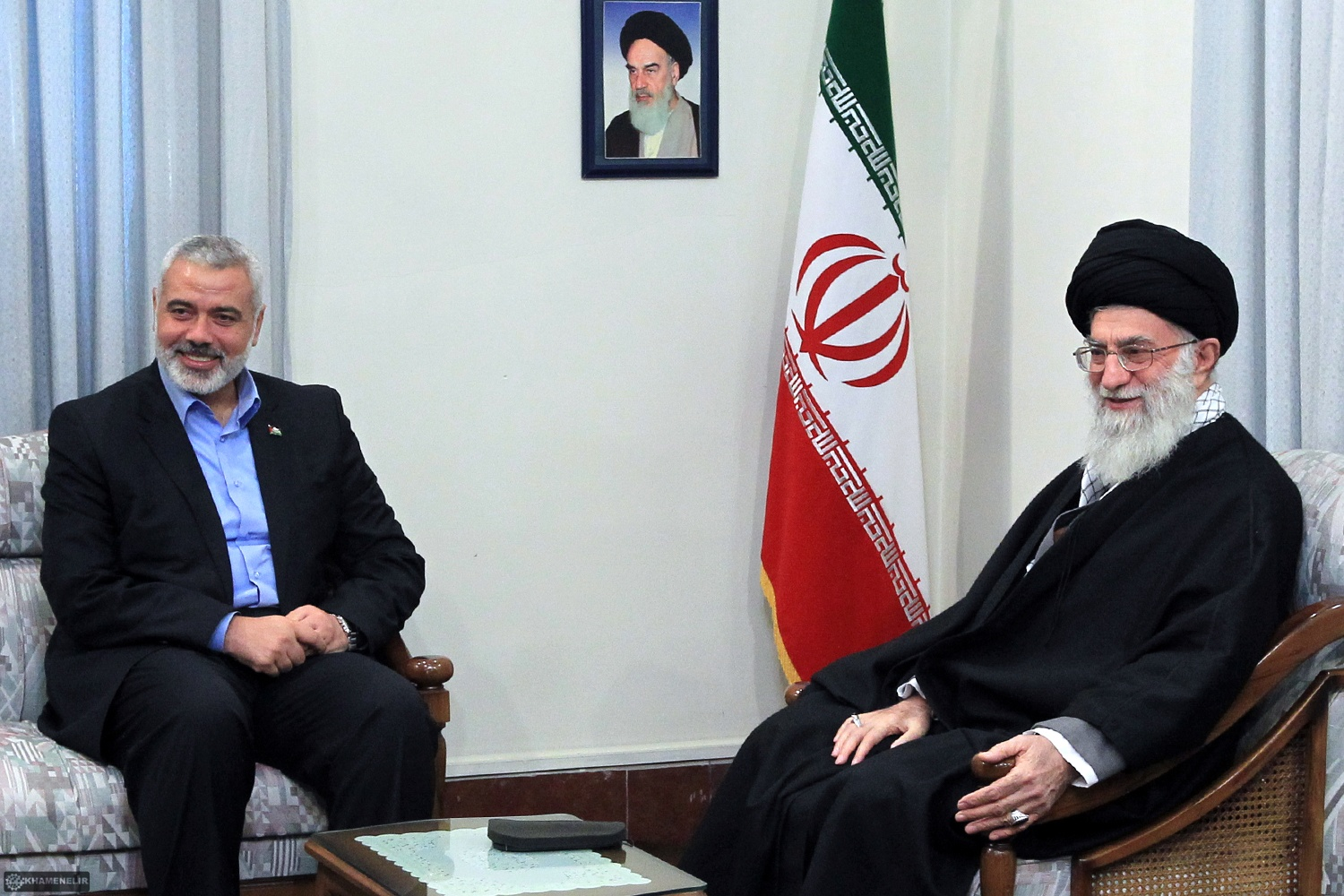
علي خامنئي يلتقي إسماعيل هنية في إيران.

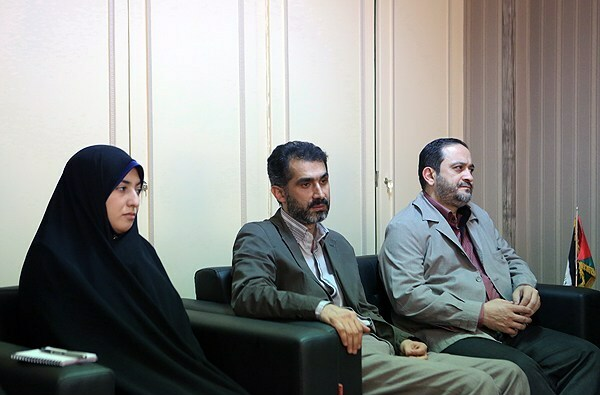
صحفيون إيرانيون متشددون يزورون مكتب حماس في طهران.

لمّا قامت الثورة الإسلامية الإيرانية، أنشدّ لها الفلسطينيون كونها ثورة شعبية على حاكم علماني داعم لإسرائيل، ولأنها ترفع شعار الإسلام، ولكنّ الشيخ أحمد ياسين مؤسس الحركة قال : «يا أولاد.. هؤلاء شيعة !» ولكن بعدها أيد الثورة الإيرانية وقد زار طهران في أحد المؤتمرات وألقي خطابا تحت صورة روح الله الخميني، وقد قال خالد مشعل بأن حركة حماس هي «الإبن الروحي للإمام الخميني.» وتحرص حماس على علاقة جيدة مع جميع الدول خارج المحيط العربي، ومن ضمنها إيران التي قبلت بيع السلاح الإيراني لحماس؛ حيث ترفض كثير من حكومات الدول العربية بيعها السلاح، واستمرت العلاقة جيدة بين حركة حماس وإيران إلى أن توترت عام 2011م، بعد رفض الحركة تأييد نظام الرئيس السوري البعثي القومي العربي بشار الأسد الحليف الإستراتيجي لـ إيران والمشاركة مع باقي الفصائل الفلسطينية المدعومة إيرانيًا في قمع إنتفاضة المعارضين لنظامه، اضطرت بعدها الحركة إلى نقل مقر رئاستها من العاصمة السورية دمشق إلى العاصمة القطرية الدوحة بسبب معارضتها لنظام بشار الأسد وما يقوم به من جرائم ومجازر وظلم ضد الشعب السوري. وصارت حماس متهمة بكسر محور المقاومة ضد الولايات المتحدة واسرائيل كما عبر حزب الله عن أستيائه الشديد من موقف حماس من الأزمة السورية، وبدأت إيران في تقليص الدعم لحماس بشدة، وتقديم الدعم للجماعات المسلحة في غزة التي تعارض حماس. وقد كانت المساعدات التي تقدمها ايران لحماس تُقدر بنحو 250 مليون دولار في العام قبل الأزمة.
وفي أغسطس/آب 2017، قال زعيم حماس في قطاع غزة يحيى السنوار للصحفيين إن إيران أصبحت أكبر داعم للجناح العسكري لحماس، كتائب عز الدين القسام.
وفي ديسمبر/كانون الأول 2017، وصف نائب رئيس حركة حماس، صالح العاروري، العلاقات مع إيران بأنها «ممتازة» وأشاد بدعمها «للمقاومة» في غزة. قائلًا «ما تقدمه إيران للمقاومة ليس رمزيا أو سطحيا». وقال لقناة القدس التابعة لحركة حماس: «إنها مهمة حقيقية ومركزية وأساسية للمقاومة واستمرارها وفعاليتها».
ولأغراض مكثفة، فقد أصبح من الواضح أن إيران وحماس قد تجاوزتا خلافاتهما السابقة بخصوص الأزمة السورية، وأصبحا الآن ينظران إلى بعضهما البعض كشركاء استراتيجيين.

### العلاقة مع روسيا
في عام 2005م، بدأت علاقة حماس بروسيا بعد دعوة من الرئيس الروسي فلاديمير بوتين، وبعد فوز الحركة بالانتخابات، دعت روسيا حماس لزيارتها، حيث استقبل رئيس الوزراء الروسي ديميتري ميدفيدف في مطلع آذار/ مارس 2006 وفداً من الحركة في موسكو برئاسة رئيس المكتب السياسي للحركة خالد مشعل.
روسيا تقدر دور حركة حماس وتدركه، كما بإمكانها أن تلعب دوراً أفضل على صعيد القضية الفلسطينية وأكثر تأثيراً لصالح مصالح الشعب الفلسطيني.

## الإبعاد إلى مرج الزهور

صورة لأم الإستشهاديات فاطمة النجار وهي تسجل وصيتها لدي كتائب الشهيد عز الدين القسام قبل تفجير نفسها في الجيش الإسرائيلي.

في 14-12-1992 أبعد الاحتلال 415 فلسطينيا من حركتي حماس والجهاد الإسلامي إلى مرج الزهور جنوب لبنان عقب أسر كتائب القسام الجندي نسيم توليدانو وقتله إثر رفض الاحتلال الإفراج عن الشيخ أحمد ياسين، وقد رفض المبعدون القرار وقرروا المكوث في مرج الزهور وأقاموا مخيم «العودة»، وقد نجحوا في إدارة المخيم فقد أسسوا جامعة ابن تيمية لاستكمال دراستهم الجامعية فقد تخرج فيها نحو 88 طالبا، وأسسوا كذلك عيادة لمداوة المرضى وكان يديرها المبعد عمر فروانة، وقد اتفقوا على تعيين الدكتور عبدالعزيز الرنتيسي ناطقا باسم المبعدين باللغة العربية، والدكتور عزيز دويك ناطقا باللغة الإنجليزية.
ومع طول مدة الإبعاد ورفض المبعدين الدخول إلى لبنان، أصبحت قضيتهم قضية رأي عام عالمي؛ مما اضطر مجلس الأمن الدولي إلى عقد جلسة واستصدار قرار رقم 799 الذي يدين سياسية الإبعاد، مطالبا الاحتلال بالتكفل بإعادتهم إلى ديارهم وبعدها بدأ الاحتلال بإعادتهم إلى ديارهم.

### موقف حماس من اتفاق التطبيع مع إسرائيل
عبرت الحركة في بيان رسمي عن شكرها وتقديرها لموقف الرئيس التركي رجب طيب أردوغان وللجهود التركية الرسمية والشعبية المبذولة لمساعدة أهلنا في غزة والتخفيف من حصارها، وأكدت على تمسكها بمواقفها المبدئية تجاه الاحتلال الإسرائيلي وفي مقدمتها إنهاء الاحتلال وتحقيق حقوقنا الوطنية، دون مباركة الاتفاق أو الإشادة به.

## تصنيفها كمنظمة إرهابية
| الدولة                   | التسمية |
| ------------------------ | --- |
| أستراليا                 | الجناح العسكري -فقط- للحركة (كتائب القسام) مصنف كمنظمة إرهابية. |
| كندا                     | تصنف حماس كمنظمة إرهابية، منذ 2002-11-27. |
| روسيا                    | لا تصنفها كمنظمة إرهابية. |
| البرازيل                 | ولا تعتبر البرازيل حماس منظمة إرهابية. |
| فيتنام                   | صوتت فيتنام ضد قرار في الأمم المتحدة يدين حماس باعتبارها منظمة إرهابية. |
| الاتحاد الأوروبي         | صنف حماس كمنظمة إرهابية في عام 2003. ولكن قضت محكمة الاتحاد الأوروبي في 17 ديسمبر 2014 حكم وصفته بالفني بشطب الحركة من قائمة المنظمات الإرهابية، وذلك لكون قرار الإدراج كان مبنياً على تقارير إعلامية وليس على فحص مناسب لأنشطة الحركة. ولكن في مارس 2015 قرر الاتحاد الأوروبي إبقاء حماس على قائمته السوداء للإرهاب "على الرغم من قرار المحكمة المثير للجدل"، واستأنف حكم المحكمة. في يوليو 2017، أيدت محكمة العدل الأوروبية هذا الاستئناف |
| اليابان                  | تصنف حماس كمنظمة إرهابية، منذ 2005. لكن في عام 2006 أقرت علناً بفوز حماس في الانتخابات التشريعية الفلسطينية لعام 2006 بشكل ديمقراطي |
| الكويت                   | صوتت الكويت ضد قرار في الأمم المتحدة يدين حركة حماس باعتبارها منظمة إرهابية. |
| الإمارات العربية المتحدة | صوتت الإمارات ضد قرار في الأمم المتحدة يدين حماس كمنظمة إرهابية. |
| بروناي                   | صوتت بروناي ضد قرار في الأمم المتحدة يدين حماس باعتبارها منظمة إرهابية. |
| بنغلاديش                 | صوتت بنجلاديش ضد قرار في الأمم المتحدة يدين حماس باعتبارها منظمة إرهابية. |
| إندونيسيا                | صوتت إندونيسيا ضد قرار في الأمم المتحدة يدين حماس باعتبارها منظمة إرهابية. |
| الجزائر                  | صوتت الجزائر ضد قرار في الأمم المتحدة يدين حماس كمنظمة إرهابية. |
| لاوس                     | صوتت لاوس ضد قرار في الأمم المتحدة يدين حماس كمنظمة إرهابية. |
| نيجيريا                  | صوتت نيجيريا ضد قرار في الأمم المتحدة يدين حماس كمنظمة إرهابية. |
| جنوب إفريقيا             | صوتت جنوب أفريقيا ضد قرار في الأمم المتحدة يدين حماس باعتبارها منظمة إرهابية. |
| تونس                     | صوتت تونس ضد قرار في الأمم المتحدة يدين حماس كمنظمة إرهابية. |
| كازاخستان                | صوتت كازاخستان ضد قرار في الأمم المتحدة يدين حماس باعتبارها منظمة إرهابية. |
| عُمان                     | صوتت عمان ضد قرار في الأمم المتحدة يدين حماس باعتبارها منظمة إرهابية. |
| المغرب                   | صوت المغرب ضد قرار في الأمم المتحدة يدين حماس كمنظمة إرهابية. |
| السعودية                 | حظرت السعودية جماعة الإخوان المسلمين عام 2014 وصنفتها منظمة إرهابية. وفي حين لم يتم إدراج حماس على وجه التحديد. اعتبارًا من يناير 2020، لا تزال العلاقات بين المملكة العربية السعودية وحماس متوترة على الرغم من محاولات التقارب. ونُقل عن وسام عفيفة، مدير عام قناة الأقصى، قوله إن "المملكة العربية السعودية لم تقطع علاقاتها مع حماس، وحتى عندما أعلنت الرياض عن قائمتها للإرهابيين في عام 2017، لم تتم إضافة حماس إلى القائمة". |
| سوريا                    | ولم تصنف سوريا حماس منظمة إرهابية. وسوريا من بين الدول الأخرى التي تعتبر كفاح حماس المسلح مشروعا. |
| تركيا                    | لا تصنفها كمنظمة إرهابية. والتقت الحكومة التركية بقادة حماس في فبراير/شباط 2006، بعد فوز الحركة في الانتخابات الفلسطينية. في عام 2010، وصف رئيس الوزراء رجب طيب أردوغان حماس بأنها "مقاتلي المقاومة الذين يكافحون من أجل الدفاع عن أرضهم". |
| أذربيجان                 | صوتت أذربيجان ضد قرار في الأمم المتحدة يدين حماس باعتبارها منظمة إرهابية. |
| سويسرا                   | لا تصنف سويسرا حماس كمنظمة إرهابية. ووفقاً للحياد السويسري، فإن سياسة الاتصال مع الجهات الفاعلة الرئيسية في الصراع تتميز بالشمولية المحايدة، والتقدير، والبراغماتية. لدى سويسرا اتصالات مباشرة مع جميع الأطراف المعنية الرئيسية في الصراع الإسرائيلي الفلسطيني، بما في ذلك حركة حماس. |
| المملكة المتحدة          | تصنف حماس كمنظمة إرهابية. |
| النرويج                  | لا تصنفها كمنظمة إرهابية. |
| الصين                    | لا تصنفها كمنظمة إرهابية بعد فوزها بالانتخابات الفلسطينية،2006. وتعترف بأن حماس هي الكيان السياسي المنتخب شرعيًا في قطاع غزة والذي يمثل الشعب الفلسطيني. وفي يونيو/حزيران 2006، قال متحدث باسم وزارة الخارجية الصينية: "نعتقد أن الحكومة الفلسطينية منتخبة قانونيًا من قبل الشعب هناك ويجب احترامها". |
| كوريا الشمالية           | تعتبرها منظمة تحررية مناضلة ضد الإحتلال الأجنبي والإمبريالية الغربية. |
| الولايات المتحدة         | تضع حماس على قائمة "منظمة أجنبية إرهابية". |
| منظمة الدول الأمريكية    | صنفت منظمة الدول الأمريكية حماس منظمة إرهابية في مايو 2021. |
| نيوزيلندا                | تم إدراج كتائب الشهيد عز الدين القسام، الجناح العسكري لحركة حماس، ككيان إرهابي منذ عام 2010. |
| باراغواي                 | تم إدراج كتائب الشهيد عز الدين القسام، الجناح العسكري لحركة حماس، على قائمة المنظمات الإرهابية. |
| مصر                      | في 3 يناير 2014 أتهمتها الحكومة المصرية بالتورط في تفجير مديرية أمن الدقهلية بجانب جماعة أنصار بيت المقدس وجماعة الإخوان المسلمين، وفي مارس 2014، قامت محكمة الأمور المستعجلة في القاهرة بحظر أنشطة حماس في مصر، وأمرت بإغلاق مكاتبها واعتقال أي عضو من حماس موجود في مصر ومصادرة أموالها. وفي فبراير 2015، صنفت محكمة الأمور المستعجلة في القاهرة حماس على أنها منظمة إرهابية بعد إتهام حركة حماس بشن هجمات إرهابية في مصر عبر الأنفاق التي تربط شبه جزيرة سيناء بقطاع غزة، في يونيو 2015، ألغت محكمة الاستئناف المصرية حكما سابقا أدرج حماس على أنها منظمة إرهابية. |
| إسرائيل                  | تصنف حماس كمنظمة إرهابية. |
| الأرجنتين                | تم تصنيفها كمنظمة إرهابية في 13 يوليو 2024. |

## الانتخابات الفلسطينية

### الانتخابات التشريعية 2006
قررت حركة حماس في العام 2005 المشاركة في الانتخابات التشريعية الفلسطينية 2006، وهو الأمر الذي لم تقم به في الانتخابات التشريعية السابقة عام 1996. وفي 26 يناير 2006 دخلت الانتخابات بقائمة كتلة التغيير والإصلاح، وتم الإعلان عن نتائج الانتخابات التي تمخضت عن فوز كبير لحركة حماس في المجلس التشريعي بواقع 76 مقعدا من أصل 132 مقعدا، مما أعطى حماس أغلبية في المجلس، وهذا يدل على شعبيتها الضخمة في فلسطين.
و في استطلاع للرأي أجراه المركز الفلسطيني للبحوث السياسية والمسحية نشرت نتائجه في 9 يونيو 2008 سجل تزايدا نسبيا في شعبية حركة حماس في كل من الضفة الغربية وقطاع غزة خلال الأشهر الثلاثة السابقة.

### الانتخابات المحلية 2016
أقرتها حكومة رام الله دون توافق، ورغم ذلك أبدت حماس ترحيبها، ثم تسلمت حركة حماس مذكرة من د. حنا ناصر رئيس لجنة الانتخابات المركزية، أكد فيها أن إجراء العملية الانتخابية في كل من غزة والضفة، سيكون بالاعتماد على المؤسسات الأمنية والقضائية القائمة فيها وأن الجهات الرسمية في رام الله على اطلاع بذلك وموافقة.
بدأت الإجراءات الانتخابية في 23/07/2016م وشاركت فيها جميع الفصائل دون أي ملاحظات أو اعتراضات.
تعرضت القوائم المدعومة من حركة حماس في الضفة المحتلة لأبشع عمليات الملاحقة والتضييق على أيدي الأجهزة الأمنية من اعتقالات واستدعاءات وإطلاق نار ومتفجرات، وممارسة الضغوط على المرشحين لسحب ترشيحاتهم.
تسببت هذه الممارسات في إلغاء عشرات القوائم المحسوبة على حركة حماس، وانسحاب مئات المرشحين، ورغم ذلك حرصت حركة حماس على استمرار العملية الانتخابية.
أسقطت لجنة الانتخابات المركزية ثم محاكم البداية عدداً من قوائم حركة فتح في غزة والضفة لعدم استيفائها لشروط الانتخابات، تبع ذلك قيام حركة فتح بتقديم طعن أمام المحكمة العليا حول إسقاط بعض قوائمهم رغم عدم اختصاص المحكمة العليا.
وبناءً على ذلك اتخذت المحكمة العليا قراراً أولياً بتاريخ 08/09/2016م بتجميد الانتخابات، ثم أصدرت المحكمة العليا قرارها بإجراء الانتخابات في الضفة بدون قطاع غزة بحجة عدم شرعية المؤسسات القانونية في غزة، ثم قررت لجنة الانتخابات إلغاء العملية الانتخابية كلياً.

## صفقة وفاء الأحرار
في 25 يونيو 2006م نجحت كتائب القسام وألوية الناصر صلاح الدين وجيش الإسلام ومن خلال عملية نوعية أطلقت عليها عملية الوهم المتبدد بأسر الجندي الإسرائيلي جلعاد شاليط بعد استهداف مواقع الإسناد والحماية التابعة لجيش الاحتلال على الحدود الشرقية لمدينة رفح جنوب قطاع غزة.
جاءت عملية أسر الجندي ضمن إيلاء حركة حماس قضية تحرير الأسرى الفلسطينيين في سجون الاحتلال أهمية كبيرة.
على مدار خمس سنوات -هي فترة احتجاز الجندي شاليط في قطاع غزة- فشل الاحتلال الإسرائيلي بكافة أدواته وأجهزته الاستخبارية في الوصول إلى أي معلومة أو طرف خيط حول مكان احتجاز الجندي، ما عكس حكمة ووعياً وقدرة عالية من المقاومة الفلسطينية.
أُسندت عملية الاحتفاظ بشاليط إلى وحدة الظل القسامية التي أسستها كتائب القسام منذ عام 2006 للاحتفاظ بجنود الاحتلال الأسرى لدى المقاومة الفلسطينية.
وبعد مفاوضات مضنية نجحت المقاومة ومن خلال صفقة وفاء الأحرار الذي أُعلن عنها في 11 أكتوبر من عام 2011 والتي جرت برعاية مصرية في الإفراج عن 1027 أسيراً فلسطينياً مقابل الإفراج عن هذا الجندي الأسير، وجرت عملية التبادل في 18/10/2011م.
وكشفت صفقة وفاء الأحرار عن هشاشة ووهمية الردع الإسرائيلي.
وأنجزت الصفقة على مرحلتين حيث أنجزت المرحلة الأولى من صفقة "وفاء الأحرار" في الثامن عشر من أكتوبر، بالإفراج عن 450 أسيراً و27 أسيرة من سجون الاحتلال، مقابل إطلاق المقاومة الفلسطينية سراح الجندي الإسرائيلي جلعاد شاليط.
في حين جاءت المرحلة الثانية في الثامن عشر من ديسمبر، وأفرج من خلالها عن 550 أسيراً فلسطينياً من السجون الإسرائيلية.

## انتقادات ردت عليها الحركة
تتمحور الانتقادات الموجهة لحركة حماس بشكل رئيسي من الحركات العلمانية والشيوعية أو اليسارية في فلسطين، حول تكتيكات العمل النضالي ضد إسرائيل وخاصة في أواسط التسعينات والعمليات التفجيرية «الاستشهادية» التي قامت بها الحركة إلى جانب حركات إسلامية فلسطينية أخرى في فترة كان يرى البعض - مثل حركات منظمة التحرير الفلسطينية وحركة فتح العلمانية- فيها «فرصة» لإحلال السلام مع إسرائيل والوصول إلى حل سلمي عبر التفاوض، وذلك بالتنازل عن جزء من الأرض مقابل السلام، وهذا كان مما لا تقبله حماس، فهي لا تقبل التنازل عن أي شبر من أرضي فلسطين كما هو في ميثاقها. وكذلك أتت الانتقادات حول الأزمة الفلسطينية-الفلسطينية التي نشأت بعد فوز حماس في الانتخابات التشريعية الفلسطينية عام 2006، وما تلاها من انقسام داخلي فلسطيني حاد، وسيطرة حركة فتح على الضفة الغربية وحماس على قطاع غزة، ومن تلك الأزمات:

### أزمة حجاج غزة عام 2008 م
في 29 نوفمبر 2008 نقلت وكالات أنباء دولية نقلا عن حجيج فلسطينيين في قطاع غزة أن الشرطة الفلسطينية التابعة لحكومة حماس التي تسيطر على القطاع منعت مئات الحجيج الفلسطينيين من مغادرة قطاع غزة عبر معبر رفح الحدودي مع مصر لأداء مناسك الحج. وأشارت بأن نقطة حدود أقامتها حركة حماس على مسافة 300 متر من المعبر «تقوم بتفتيش السيارات المتوجهة إلى جنوب قطاع غزة وتمنعهم من الوصول إلى المعبر». بل أن بعض الحجيج تعرض للضرب من قبل تلك القوات. في وقت أكدت فيه مصر عبر المتحدث باسم وزارة خارجيتها السفير حسام زكي «أن معبر رفح مفتوح من الجانب المصري ومستعد لاستقبال أي حاج فلسطينى يحمل تأشيرة دخول صالحة للسعودية، حيث سيتم إدخالهم إلى داخل مصر وتوصيلهم إلى منافذ دخولهم للأراضي السعودية». بينما تنفي حماس أنها منعت الحجاج من السفر وتقول «أن نحو 19 ألفاً من أهالي غزة قدموا العام الحالي طلبات للحكومة المُقالة لأداء فريضة الحج وأجريت قرعة لاختيار ألفين منهم لأداء الفريضة، إذ أن السعودية خصصت لهم ألفي تأشيرة لكل عام، ثم زادتها ألفاً أخرى هذه المرة، لكن حكومة غزة فوجئت بأنها لم تحصل على أي تأشيرة لأي من الفائزين في القرعة، وذهبت التأشيرات من رام الله إلى مصر مباشرة، ووزعتها السلطة على محاسيبها وأحبابها في غزة»، كما حملت حماس حكومة رام الله أزمة الحجاج «لأنها استولت على حصة الحجاج من القطاع وضيعت الفرصة على الآلاف الذين فازوا في القرعة الشرعية قبل خمسة أشهر وأعطت حصصهم لآخرين بناء على حسابات حزبية وسياسية ضيقة»، وقالت حماس أنها لم تتلق أي اتصال من جانب مصر، مؤكدا أن معبر رفح الذي يفترض أن يدخل منه الحجاج إلى الأراضي المصرية مغلق على خلاف ما أعلنته القاهرة، وقد أكد المتحدث باسم وزارة الداخلية بالحكومة الفلسطينية المقالة إيهاب الغصين أن الإعلان عن فتح معبر رفح خلال الأيام الماضية لم يكن له وجود في الواقع، وأنه كان يرمي إلى إحراج حكومته.
من جهة أخرى نفت السعودية أي عرقلة من جانبها في موضوع الحجاج الفلسطينيين المسجلين في أوقاف غزة والتي تسيطر عليها الحكومة المقالة في قطاع غزة حيث وضحت أنها سلمت لائحة التأشيرات الخاصة بالحجاج الفلسطينيين إلى السلطة الفلسطينية في رام الله، كما ناشدت حماس ملك السعودية للتدخل لتمكين الحجاج من السفر.

## اتهامات
في أبريل 2008 اتهمت منظمة هيومان رايتس ووتش التي تعنى بمراقبة حقوق الإنسان في العالم، اتهمت حركة حماس بتعذيب وتصفية مناوئيها في قطاع غزة الذي تسيطر عليه الحركة.
وقالت المنظمة أن حركة حماس تقوم بقتل خصومها السياسيين من الفلسطينيين الذين تشك في أنهم يتعاونون مع أعضاء في حركة فتح أو تشك في تعاونهم مع إسرائيل. حيث ذكرت أن 32 شخصا قتلوا منذ الهجوم العسكري الإسرائيلي على غزة في يناير 2009 وحتى أبريل 2009. كما تعرض 49 شخصا لإصابات تسببت في إعاقات لهم، وذلك إثر تعرضهم لإطلاق النار على سيقانهم، كما تعرض 73 آخرين لكسر عظام أرجلهم وأذرعهم.
كما ذكرت أن 18 شخصا تعرضوا للإعدام دون محاكمة تذكر وذلك خلال فترة الحرب الإسرائيلية على غزة.

### رد على الاتهامات
اعتبرت حركة حماس الاتهامات التي أطلقتها المنظمة الدولية أنها «تجن وتضليل للرأي العام العالمي»، وقال فوزي برهوم الناطق باسم الحركة إن حماس قاومت العدوان في إطار الدفاع عن النفس وفي إطار حماية أطفالنا ومؤسساتنا وجامعاتنا وأرضنا وأهلنا في القطاع«، وقال برهوم» إن مثل هذه التقارير محاولة بائسة ويائسة للتغطية على حقيقة ما ارتكب في قطاع غزة من جرائم إسرائيلية، وطالب المنظمة بـ«الشفافية والنزاهة وأن تنضم إلى قائمة المنظمات التي تجمع الأدلة لمحاكمة إسرائيل».
وقد نفى طاهر النونو تورط قوات الأمن في غزة في جرائم قتل خارج نطاق القضاء أثناء الحرب على قطاع غزة، مشيرًا إلى أن بعض فصائل المقاومة أعلنت عن قيامها بقتل عدد من المشبوهين لأنهم عملاء للاحتلال في أماكن المعركة، وقال بعد الهجوم الصهيوني على القطاع أقيل 11 من رجال الشرطة في غزة، وقد تم توجيه تهم جنائية لهم بسبب تورطهم المزعوم في إساءة معاملة أحد المحتجزين الذي ألقي القبض عليه للاشتباه في تجارة المخدرات.